# Società Sportiva Calcio Napoli
La Società Sportiva Calcio Napoli S.p.A., también conocida como S. S. C. Napoli o simplemente Napoli, es un club de fútbol con sede en la ciudad de Nápoles, en la región de Campania, Italia. Fue fundado como Associazione Calcio Napoli en 1926, tomando el nombre actual en 1964 y tras la refundación en 2006, siendo refundado como Napoli Soccer en 2004. Actualmente participa en la Serie A, máxima división del fútbol en Italia.
Utiliza camiseta de color azul cielo y pantalón blanco, motivo por el cual es conocido como Gli Azzurri (Los Azules). Desde 1959 disputa sus encuentros como local en el Estadio Diego Armando Maradona (conocido anteriormente como Estadio San Paolo), con capacidad para 54 726 espectadores.
Con un palmarés que incluye cuatro ligas de Italia, siendo la última la conquistada en 2025, ocho subcampeonatos, seis Copas de Italia y dos Supercopas italianas a nivel nacional, y una Copa UEFA, una Copa de los Alpes y una Copa de la Liga anglo-italiana a escala internacional, el Napoli es el equipo del Mezzogiorno con más títulos y con más presencias en la Serie A. Además es el cuarto equipo con más hinchas de toda Italia (10%), que representan alrededor de una quinta parte de los aficionados en el Sur del país (incluyendo Sicilia y Cerdeña).
Los principales rivales del Napoli son la A. S. Roma, con la que juega el derby del Sole, y los grandes clubes del Norte: Juventus de Turín (derbi norte-sur), A. C. Milan e Inter de Milán. Con relación a la región que representa, disputó los últimos derbis de Campania en la Serie A contra U. S. Salernitana, Benevento Calcio. y U. S. Avellino.

## Historia

### Del Naples al Napoli

El primer presidente del Napoli, Giorgio Ascarelli.

Los orígenes del fútbol en Nápoles se remontan a 1904, cuando de la mano del inglés William Poths, empleado de la sede local de la compañía naviera británica Cunard Line, y de dos napolitanos, el ingeniero Emilio Anatra y el médico Ernesto Bruschini, se fundó el Naples Foot-Ball & Cricket Club. En 1906 cambió su nombre a Naples Foot-Ball Club, siendo presidente el ingeniero Amedeo Salsi. El primer partido de relieve se disputó contra la tripulación del barco inglés Arabik, que anteriormente había derrotado al galardonado Genoa: el conjunto napolitano logró ganar por 3 a 2.
En 1912, la parte napolitana del club se dividió de la inglesa, dando vida así a la Unione Sportiva Internazionale Napoli. En 1921, por problemas financieros, los equipos se vieron obligados a unirse de nuevo llamándose Foot-Ball Club Internazionale-Naples, más conocido como FBC Internaples.
El 1 de agosto de 1926 la asamblea de socios del Internaples decidió cambiarle el nombre de la sociedad, constituyendo la Associazione Calcio Napoli. Giorgio Ascarelli, un joven industrial napolitano ya presidente del Internaples, obtuvo el cargo de primer presidente de la historia del club.

### Los comienzos

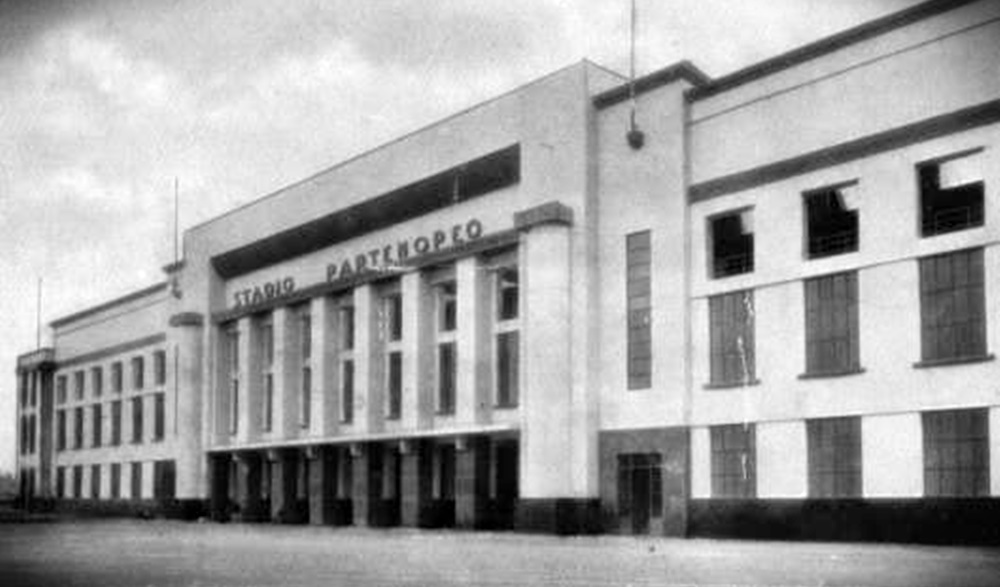
Stadio Partenopeo.

El proyecto del Napoli de Ascarelli fue ambicioso: se contrataron al director técnico inglés William Garbutt, que había ganado dos scudetti con el Genoa, y al jugador paraguayo Attila Sallustro, apodado "il Veltro". Finalmente fue construido un verdadero estadio para acoger a los hinchas del equipo: el "Stadio Vesuvio", llamado después de la muerte prematura del presidente "Giorgio Ascarelli" y sucesivamente "Partenopeo".
La Associazione Calcio Napoli cesó sus actividades durante la Segunda Guerra Mundial, en 1943. El año siguiente fueron fundados dos equipos, la Società Sportiva Napoli y la Società Polisportiva Napoli, que se unieron poco después en la Associazione Polisportiva Napoli. En 1947 se volvió a la denominación de "Associazione Calcio Napoli".
En 1955 llegó a la entidad el jugador brasileño Luís Vinício, con el que el Napoli consiguió la cuarta posición en 1958.

### Años 1960-1970

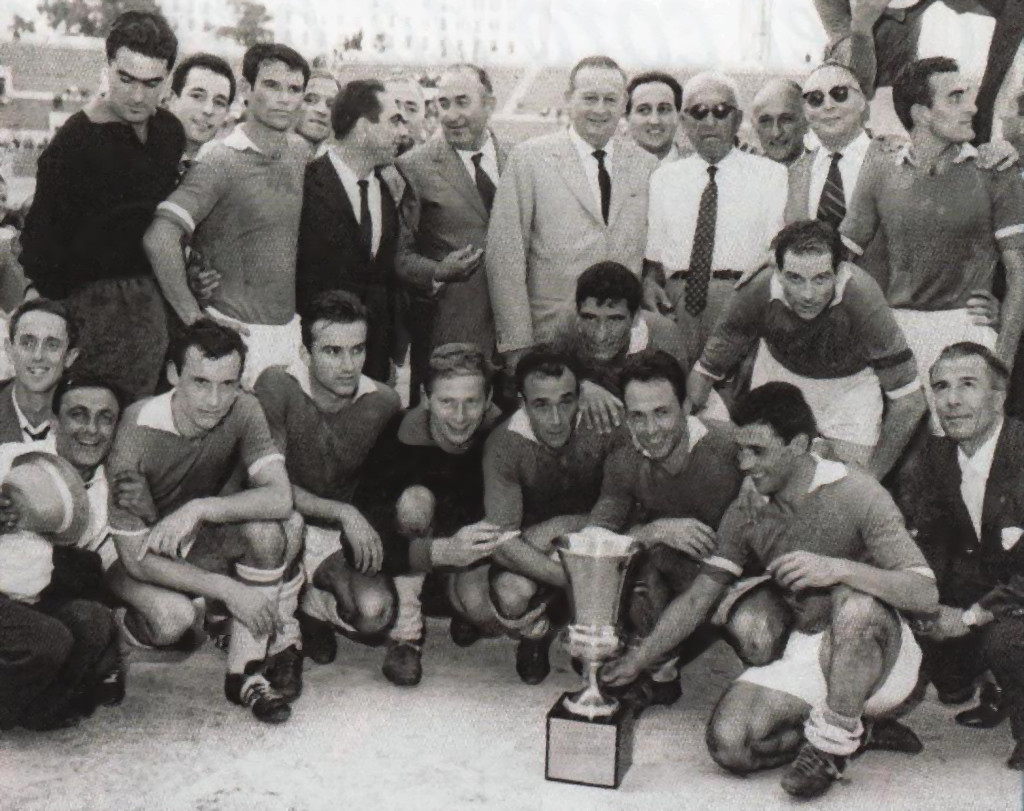
El plantel ganador de la Copa Italia 1961-62.

En 1960 Vinício se fue del Napoli, que el año siguiente descendió a la Serie B. En la temporada 1961-62, el club compró nuevos jugadores y, bajo la guía de Bruno Pesaola no solo ascendió a la Serie A, sino que también ganó su primera Copa Italia. Sin embargo, el año siguiente volvió a descender a la Serie B, tras perder contra el Modena por 2:0.

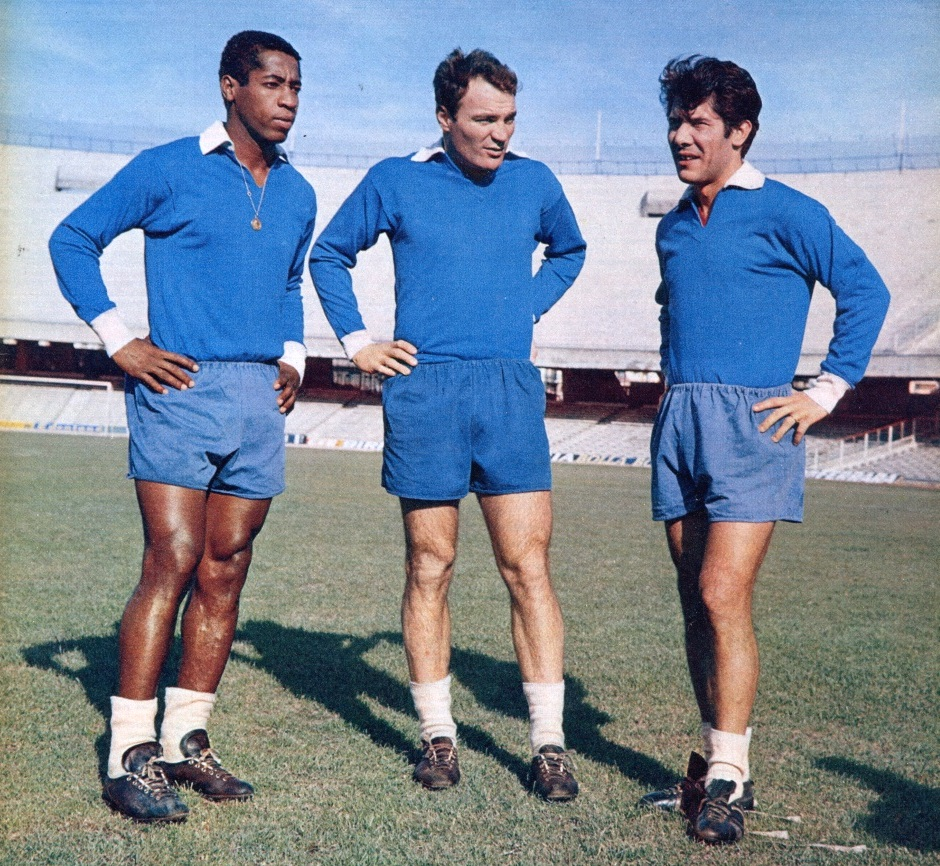
Canè, José Altafini y Omar Sívori con la camiseta napolitana.

El 25 de junio de 1964, el club tomó el nombre actual de Società Sportiva Calcio Napoli. En 1965, ascendió de nuevo a la Serie A; el mismo año los azzurri se hicieron con los servicios de Omar Sívori de la Juventus y de José Altafini del Milan, con quienes consiguieron conquistar la Copa de los Alpes.
En el año 1969 Corrado Ferlaino se convirtió en el nuevo presidente de la entidad, dando fin al inestable período de Lauro. En 1970 llegó al Napoli el jugador brasileño Angelo Benedicto Sormani, apodado "el Pelé blanco". Con él el equipo finalizó la temporada en tercer lugar, detrás del Inter y el Milan.
En 1974 Luís Vinício volvió al Napoli como entrenador e implementó un novedoso sistema de juego: el "fútbol total", propuesto por los holandeses en el Mundial del 74. Con este sistema el Napoli terminó tercero, tras la Lazio y la Juventus.
El 1975 fue una muy buena temporada para el Napoli. Se compró por dos mil millones de liras a Beppe Savoldi; con él el Napoli ganó su segunda Copa de Italia, batiendo al Hellas Verona y la Copa de la Liga anglo-italiana ganándole al Southampton FC. Pero no se pudo conseguir el Scudetto: el equipo terminó segundo a solo dos puntos de la Juventus.
El resto de la década no fue tan buena: en 1978 y en 1979 el Napoli finalizó sexto; en 1980 acabó undécimo.

### Los '80, la Era Maradona

#### Comienzo de década
En la primera temporada de la década, el Napoli peleó el título finalizando tercero a seis puntos del campeón, Juventus, logrando así clasificarse a la Copa de la UEFA. En la temporada 1981/82 volvió a clasificar a la Copa de la UEFA, esta vez como cuarto del torneo. La siguiente temporada no fue del todo buena: el Napoli finalizó 9° del torneo, quedó eliminado en los dieciseisavos de final de la Copa de la UEFA frente al Kaiserslautern y fuera de la Copa Italia en cuartos de final. La temporada 1983/84 fue muy difícil ya que el equipo luchó por permanecer en la máxima categoría, finalizando 11° a un punto del descenso.

#### La llegada de Diego

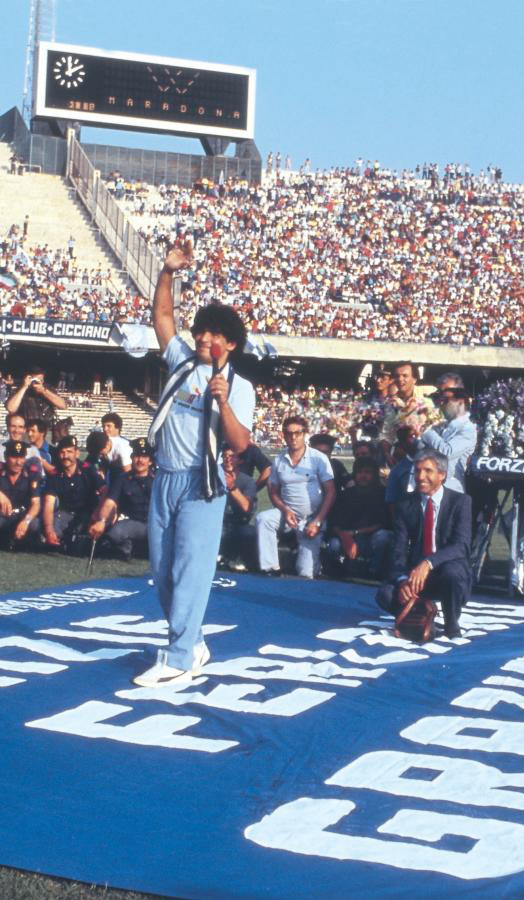
Presentación de Diego Maradona en el Napoli. El campeón argentino jugó en el club desde 1984 hasta 1991, convirtiéndose en el ídolo de la hinchada partenopea.

Como refuerzo para la temporada siguiente el equipo compró a Daniel Bertoni, campeón argentino y del mundo; mientras tanto, el Napoli se preparaba para fichar a quien se convertiría en uno de los mejores jugadores de la historia: Diego Armando Maradona. De hecho el presidente Ferlaino, el 30 de junio de 1984, decidió comprar al Pibe de Oro, campeón con Barcelona. A pesar de eso, la temporada 1984/85 el equipo finalizó octavo; y en 1985/86 clasificó para la Copa de la UEFA tras finalizar 3° en la liga.

#### El primerScudettoy la tercera Copa Italia
El campeonato comenzó con una victoria 0:1 ante el Brescia. Al principio, los azzurri peleaban el primer lugar con la Juventus, que trataba de escaparse en la punta. El 9 de noviembre, el Napoli visitó a los Turineses ganando 1:3 con goles de Ferrario, Giordano y Volpecina, por lo que llegó a la cima del torneo, resistiendo allí la primera ronda a pesar de los intentos del Inter por arrebatarle la posición.
El Napoli inició muy bien la segunda ronda, ganando cuatro partidos consecutivos y alejándose así de sus perseguidores (ahora Roma y Milan). A principios de abril, Napoli sufrió una pequeña pérdida de nivel -empató con Empoli y perdió con Hellas Verona- que permitió al Inter acortar distancia. La Juventus estaba muy cerca de Napoli sobre los últimos encuentros, poniéndole las cosas difíciles a los azzurri. Faltando tres fechas para el final, Napoli empató 1:1 con Como y el Inter perdió 1:0 frente al Ascoli.

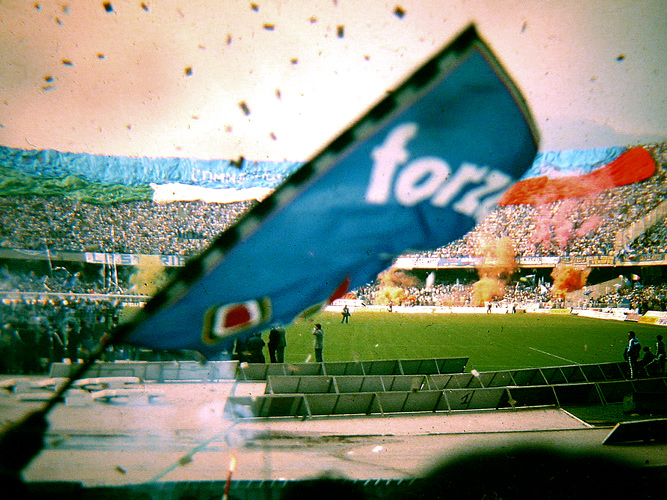
El Estadio San Paolo colmado el 10 de mayo de 1987, fecha de la victoria del primer Scudetto de la institución.

En este punto, Napoli necesitaba un empate para conquistar matemáticamente el Scudetto: el 10 de mayo de 1987, en la penúltima fecha, el equipo partenopeo conquistó matemáticamente su primer título nacional tras empatar 1:1 con la Fiorentina, consiguiendo una ventaja de 4 puntos con respecto al Milan y a la Juventus, a una fecha del final. Los aficionados festejaron el histórico triunfo colmando las calles de la ciudad. Una de las pancartas que aparecieron en la "Curva B" del estadio decía: La storia ha voluto una data, 10 maggio 1987 (La historia quiso una fecha, 10 de mayo de 1987).
El equipo también venció su tercer Copa Italia, ganando todos los partidos, incluyendo las dos finales disputadas contra el Atalanta. La combinación Scudetto/Copa Italia (doblete) fue un logro que solo habían podido conseguir hasta el momento el "Grande Torino", la Juventus y el Inter.

#### 1987-88

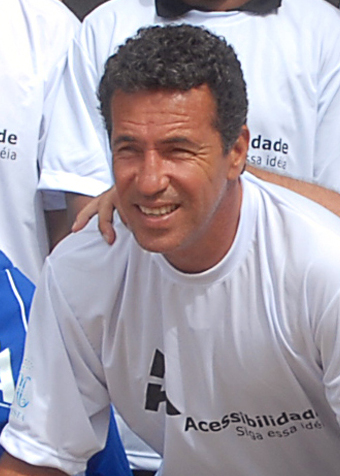
Careca. Junto a Bruno Giordano y Diego Maradona formó el trío de ataque Ma-Gi-Ca.

La temporada 1987/88 comenzó auspiciosamente con la llegada del brasileño Careca, traído desde el São Paulo, formando la fórmula MaGiCa (Maradona, Giordano y Careca). Napoli ganó 5 partidos de 5 jugados, comienzo excelente si no fuera por la rápida eliminación de la Copa de Europa tras caer 2:0 ante Real Madrid en España e igualar 1:1 en el San Paolo. Durante el transcurso del campeonato los azzurri parecían quedarse con el título sin problemas. Al final de la primera ronda, los napolitanos fueron los primeros en la clasificación con un puntaje de once victorias, tres empates y una derrota; al comenzar la segunda ronda, el Napoli se aceleró de nuevo, otras siete victorias consecutivas. Pero al final todo colapsó, en las últimas 5 fechas Napoli consiguió un solo punto, empatando un partido y perdiendo cuatro, incluyendo un 2:3 frente al Milan, que posicionó a los rossoneri en la cima del campeonato y a los napolitanos en segundo lugar.
Al final del campeonato se provocó mucha polémica dentro del equipo, que se dividió, y se produjo una limpieza en el equipo con la venta de muchos jugadores.

#### Copa de la UEFA
Después de lo ocurrido en la temporada 1987/88 el equipo había sufrido varios cambios: adquirió a Giuliano Giuliani, Luca Fusi y al centrocampista brasileño Alemão, compañero de Careca en la Seleção, que llegaba desde el Atlético Madrid.
La temporada 1988/89 fue algo satisfactoria para el Napoli, venciendo 5:3 a la Juventus en Turín (última victoria de los azzurri en casa de la Juventus hasta el 31 de octubre de 2009), 4:1 al Milan y goleando 8:2 al Pescara. También llegan a la final de la Copa Italia, que pierden frente a la Sampdoria. El Scudetto, sin embargo, se fue para el Inter, que tenía en ese entonces a uno de los mejores equipos nerazzurri de la historia. Desde un principio el campeonato fue monopolizado por los interistas y los otros equipos más fuertes se preocuparon más en las competiciones europeas.

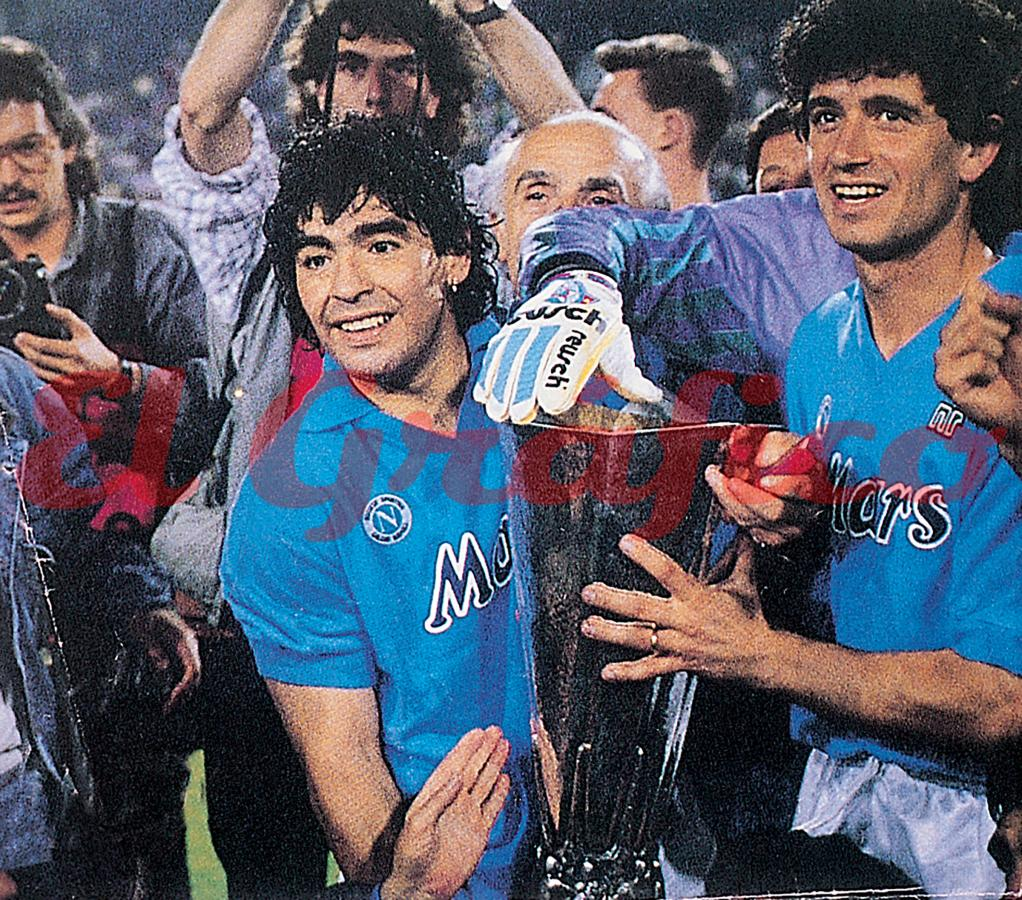
Las celebraciones de los azzurri por su victoria en la Copa de la UEFA 1988-89.

En la Copa de la UEFA, los napolitanos eliminaban sin problemas aparentes a sus primeros rivales, primero PAOK (2:1 global), Lokomotive Leipzig (3:1 global) y Girondins de Bordeaux (1:0 en octavos). Pero a partir de este encuentro aparecerían rivales más poderosos. En cuartos de final, el adversario fue la Juventus: en la ida perdieron 0:2, pero en Nápoles revirtieron el resultado con un gol de Renica en tiempo extra (3:0). En semifinales se enfrentaron al Bayern de Múnich, a quien derrotaron 2:0 en el San Paolo con goles de Careca y Carnevale, empatando 2:2 en el partido de vuelta en Alemania con un doblete de Careca. En la final lo esperaba otro equipo alemán, el Stuttgart de Jürgen Klinsmann.
La final se disputó a doble partido. El primer partido, disputado en el San Paolo, comenzó mal para los azzurri, que recibieron un gol del delantero Maurizio Gaudino (alemán de origen napolitano), pero el Napoli buscaba el resultado y con goles de Maradona primero y Careca después consiguieron adelantarse y terminar 2:1. El regreso a Stuttgart, con más de 30.000 aficionados del Napoli a cuestas, fue un agónico empate. Alemão puso el 1:0, rápidamente Klinsmann empató el 1:1 pero los goles de Ferrara y Careca adelantaron a los napolitanos. Un gol en contra de De Napoli y otro gol de Schmäler en el minuto 89 pusieron las cosas difíciles. A pesar de todo, el 3:3 fue el resultado final y el Napoli se consagró campeón de la Copa de la UEFA, su primer título internacional.

### Años 1990

#### El segundoScudetto
La temporada 1989/90 también fue memorable en la historia del club: el Napoli conseguiría su segundo Scudetto. A dos fechas del final, tanto el Napoli como el Milan se encontraban en la primera posición con 47 puntos. En esa fecha, la 33ª, el Napoli venció 4:2 al Bologna, mientras que el Milan fue derrotado por 2:1 por el Hellas Verona. En la última fecha, aunque solo debían empatar para quedarse con el título, los azzurri vencieron por 1:0 a la Lazio, consiguiendo el Scudetto.

#### La primera Supercoppa

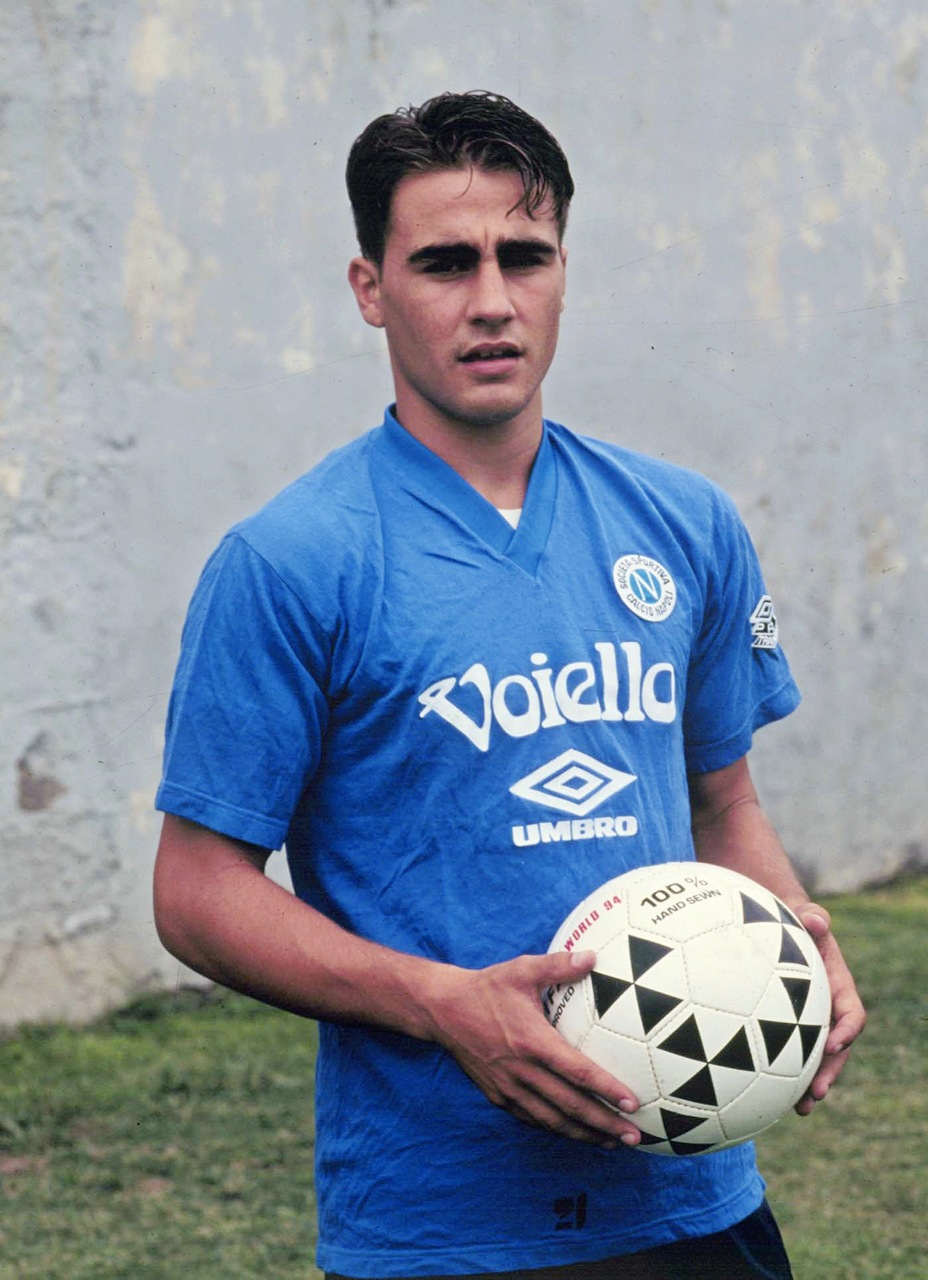
El futuro Balón de Oro Fabio Cannavaro en 1990, en las divisiones menores del Napoli.

En la parte futbolística, la temporada 1990/91 comenzaría exitosamente al ganar en el mes de agosto la Supercopa de Italia, tras vencer 5:1 a la Juventus. Sin embargo, no finalizó de la mejor manera. El 17 de marzo de 1991, por la fecha 25ª, el Napoli le ganó por 1:0 al Bari con gol de Gianfranco Zola. Tras el partido Maradona fue elegido para el control antidopaje, que finalmente daría positivo por cocaína. La Federación italiana le impuso una sanción que lo alejaría de los estadios durante quince meses, sanción que fue ratificada por el Comité de Apelación. 1991 fue el último año de Maradona en Nápoles. Tiempo después, la justicia italiana abriría una causa contra el laboratorio que realizó el análisis, a raíz de múltiples denuncias por irregularidades en los análisis no solo de Maradona, sino también de muchos otros jugadores. Varios empleados del propio laboratorio declararon que, entre otras cosas, los frascos para el control antidopaje se fraguaban.

#### Los años de crisis
Desde el 1991, año en que fue suspendido Maradona, el Napoli tuvo más tristezas que alegrías. En la temporada 1996/97 el equipo partenopeo perdió la final de Copa Italia contra el Vicenza. Y en la temporada siguiente el Napoli bajó a la Serie B tras sumar solo 14 puntos, después de 32 años consecutivos en la A. El 1998/99 fue un desastre también, ya que el Napoli se quedó en la B y no pudo volver a la máxima división.

### Años 2000
La temporada 1999/00 el club logró el ascenso a la Serie A, donde solo se quedó un año: en junio de 2001 regresó a la categoría de plata. La temporada 2001/02 en la Serie B llegó a la quinta posición, que no es suficiente para subir y dejar la serie cadetta; el 2002/03 fue aún peor, ya que evitó el descenso a la Serie C1 (tercera división) solo en el último partido.
En el 2004, el equipo desapareció por deudas, y en agosto de ese mismo año nació el club Napoli Soccer por obra del productor cinematográfico Aurelio De Laurentiis, sobrino del mítico Dino De Laurentiis, que aportó 40 millones de euros.

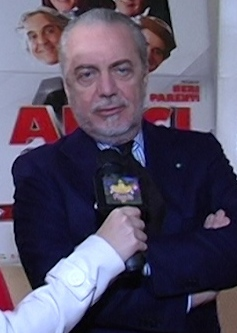
El productor de cine y actual presidente del Napoli Aurelio De Laurentiis, que adquirió el club en el 2004.

En la temporada 2004/05, un refundado Napoli tuvo que comenzar jugando en la Serie C1 (tercera división), en virtud del "Lodo Petrucci". Alcanzó la tercera posición pero fue eliminado en el play-off contra el Avellino, empatando 0:0 de local y perdiendo 2:1 de visitante. Así, el Napoli debió quedarse otro año en C1.
En la temporada 2005/06 el Napoli jugó la Copa Italia y fue eliminado en los cuartos de final contra la Roma. En la liga C1, el Napoli jugó bien todo el campeonato y se mantuvo en el primer puesto durante muchas fechas. Hasta que finalmente, el 15 de abril, al ganarle al Perugia 2:0 con goles de Calaiò y Capparella y tras la derrota del segundo, el Frosinone contra el Chieti 3:0, el Napoli ascendió finalmente a la Serie B.
El 23 de mayo de 2006 se volvió a la denominación de Società Sportiva Calcio Napoli, para celebrar la promoción a la Segunda División y los ochenta años desde la fundación del equipo.
En la temporada 2006/07 el Napoli jugó la Copa de Italia superando al Frosinone por 3:1, al Ascoli 1:0 (después del tiempo reglamentario) y a la Juventus. Ese partido terminó empatado 3 a 3 en el Stadio San Paolo, posteriormente el Napoli ganó la tanda de penales clasificado a los octavos de final. Pero en esa instancia, los azzurri fueron eliminados por el Parma: habían ganado 1:0 de local pero de visitante perdieron 3:1. El Napoli comenzó la temporada con una contundente victoria por 4:2 contra el Treviso y durante todo el comienzo del campeonato se mantuvo entre los dos primeros lugares con la Juventus, descendida a la segunda división italiana por el escándalo "Calciopoli". Sin embargo, el 10 de abril de 2007 al perder contra los bianconeri por 2:0, el Genoa logró superar al Napoli en cantidad de puntos; desde entonces se produjo una lucha entre estas dos escuadras por lograr el segundo puesto, o sea el ascenso a la Serie A. En la Serie B solo los dos primeros ascienden directo: del tercero al sexto van a un repechaje llamado play-off, donde uno de los cuatro equipos asciende, a excepción de que el tercero saque una diferencia de diez puntos con respecto al cuarto. Por ironía del destino, el Napoli cerró el campeonato contra el mismo Genoa de visitante el 10 de junio. Este partido era crucial tanto para los dos equipos enfrentados, como también para todos los otros que esperaban resultados favorables para que se jugaran los play-off. El Napoli debía empatar al menos para ascender a la A; en cambio si perdía, dependía de que el Piacenza no ganare contra la Triestina para lograr el esperado objetivo. Gracias al empate por 0:0 y a la victoria de la Triestina, tanto el Napoli como el Genoa consiguieron el preciado ascenso: al término del partido de Piacenza todo el estadio explotó de alegría, muchos entraron al campo de juego aunque todavía faltaba un minuto de juego, pero ya los dos equipos habían ascendido y el partido no se dio por finalizado. Tanto en Nápoles como en Génova se festejó la promoción a la máxima categoría del fútbol italiano. Los azzurri finalizaron el campeonato en segundo lugar con 79 puntos, con 6 menos que la Juventus y con uno más que el Genoa.

#### El regreso a Europa

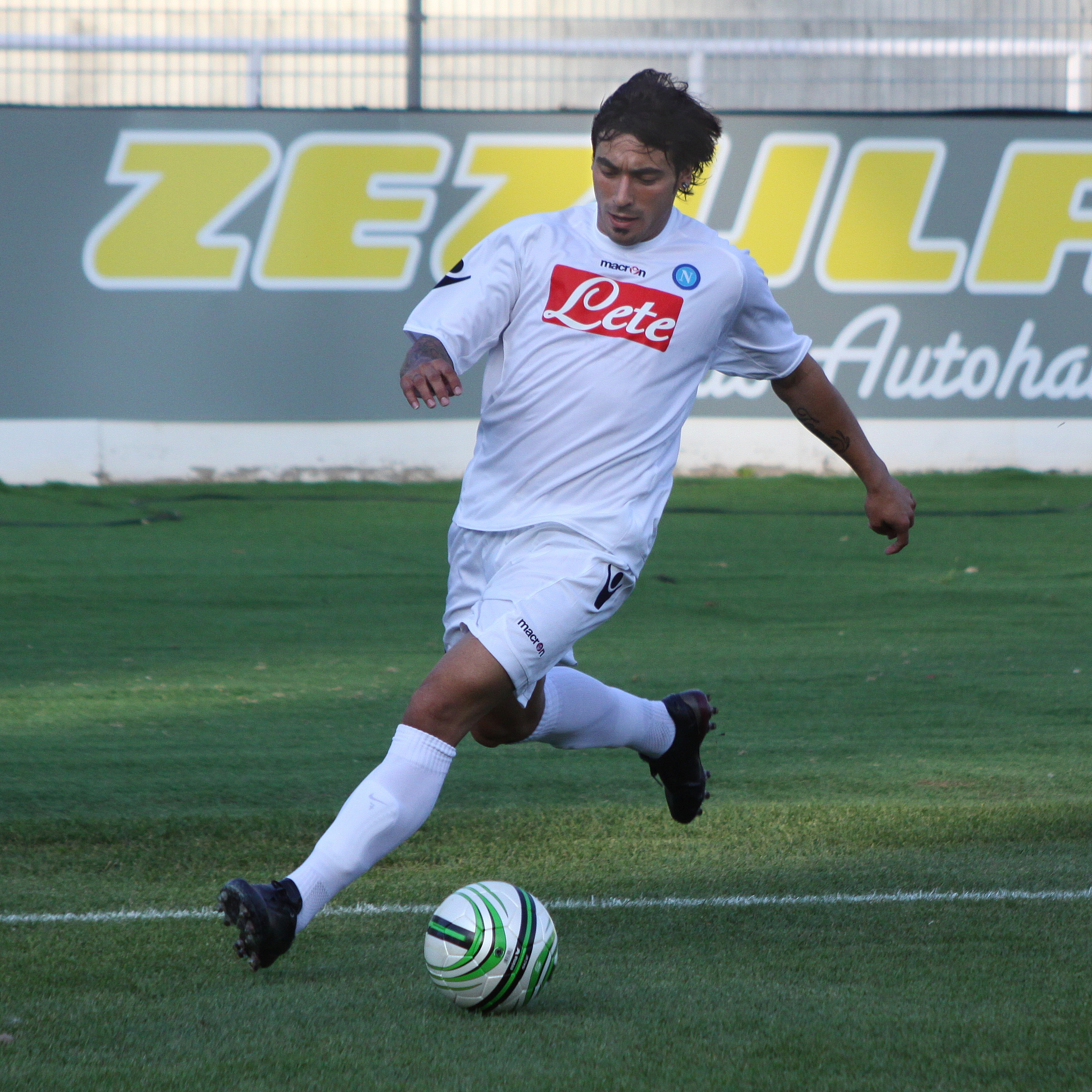
Ezequiel Lavezzi con el Napoli en 2009.

Para el regreso a la máxima categoría, el Napoli compró al eslovaco Hamšík, al argentino Lavezzi, a los uruguayos Gargano y Zalayeta y a los italianos Contini y Blasi. El Napoli comenzó la Copa Italia 2007/08 con una victoria 4:0 contra el Cesena. En la siguiente ronda venció 3:1 contra el Pisa gracias a la tripleta de Lavezzi y en la tercera fase ganó al Livorno por penales después de un empate 1:1. Fue eliminado en los octavos de final por la Lazio (2:1 en Roma y 1:1 en Nápoles). El primer partido de la liga fue una derrota de local contra el Cagliari por 2:0, rompiéndose la racha de casi 3 años sin derrotas en el San Paolo. Pero en la segunda jornada el Napoli sorprendió a todos con una goleada 5:0 de visitante contra el Udinese. Durante el transcurso del torneo se mantuvo en mitad de tabla. Los partidos más significativos de la temporada fueron el empate de visitante contra Roma 4:4, y las victorias en el Estadio San Paolo contra Juventus 3:1, Inter 1:0, Fiorentina 2:0 y ante el Milan 3:1. A pesar de ser derrotado en la última jornada contra la Lazio 2:1, finalizó en octavo lugar, logrando su pase a la Copa Intertoto.
Gracias a las victorias contra el Panionios griego en Intertoto (1:0 en Atenas y en Nápoles) y frente a los albaneses del Vllaznia en la segunda fase clasificatoria de la Copa de la UEFA (3:0 de visitante, 5:0 de local), el conjunto partenopeo pasó a la Primera ronda de esta competición, donde fue eliminado por el Benfica (3:2 de local, 0:2 en Lisboa). En la primera vuelta del campeonato 2008/09, el Napoli obtuvo óptimos resultados, alcanzando la cima de la tabla en octubre y finalizando en el cuarto puesto. Sin embargo, en enero empezó una racha negativa de tres meses y medio sin victorias, que llevó al cese de Reja como técnico; en su lugar fue contratado Roberto Donadoni, que firmó un contrato de 3 años. El equipo finalizó el campeonato en duodécimo lugar, con 46 puntos. En Copa Italia fue eliminado en los cuartos de final por la Juventus, en la tanda de los penaltis.

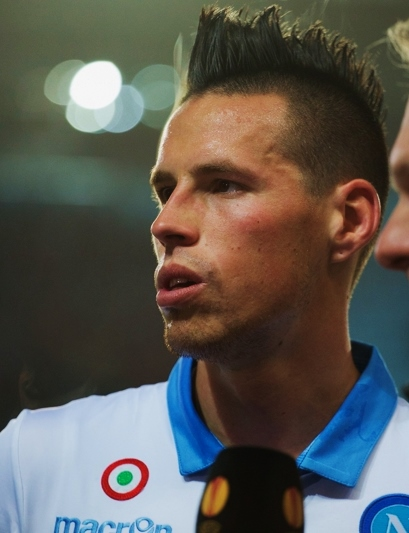
Marek Hamšík en 2015. Jugó con los azzurri durante doce temporadas, de las que seis como capitán del equipo.

Durante el verano el conjunto de la ciudad del Golfo contrató a Quagliarella, Cigarini, De Sanctis, al argentino Campagnaro,
 al colombiano Zúñiga y al austriaco Hoffer. El 8 de agosto de 2009 se impuso por 1:0 al West Ham en el Upton Park, conquistando el trofeo dedicado a Bobby Moore. La temporada oficial comenzó el 16 de agosto, con una victoria por 3:0 ante la Salernitana en la tercera ronda de la Copa de Italia. El 6 de octubre, Donadoni fue destituido como director técnico, debido a la consecución de malos resultados: solo siete puntos en las 7 primeras jornadas de la temporada 2009/10. El 7 de octubre Walter Mazzarri fue nombrado nuevo entrenador del equipo. La nueva gestión técnica tuvo un debut exitoso ante el Bolonia; en la fecha siguiente los azzurri ganaron contra la Fiorentina en el Estadio Artemio Franchi, rompiendo un ayuno de victorias de visitante de un año exacto. Después de un empate por 2:2 en remontada contra el Milan en el San Paolo, el Napoli venció 3:2 contra la Juventus, 21 años después de la última victoria azul en Turín. El 8 de enero de 2010 llegó Dossena del Liverpool. Con la victoria de local conseguida frente a la Sampdoria, el club napolitano alcanzó los 33 puntos cerrando la primera vuelta en el tercer lugar. La primera derrota oficial llegó en los octavos de final de Copa de Italia contra la Juventus; sin embargo en este partido Mazzarri decidió poner en la cancha a un equipo alternativo, casi sin titulares. El 7 de febrero llegó la primera derrota en Serie A, en casa del Udinese; la racha de resultados favorables para el Napoli fue de 15 partidos (8 victorias y 7 empates). El 2 de mayo, ganándole al Chievo Verona, los partenopei se calificaron para la Europa League 2010-11 con dos fecha de antelación.

### Años 2010

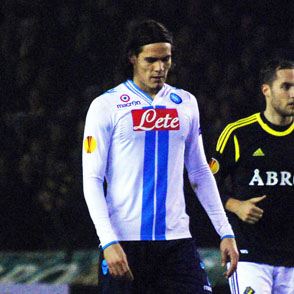
Edinson Cavani, entre los máximos artilleros del Napoli.

La temporada siguiente comenzó con la Ronda de play-off de la Europa League, que opuso el Napoli con el Elfsborg sueco: los partenopeos pasaron la ronda con dos victorias (1:0 en Nápoles y 0:2 en Borås). El debut en la liga fue en el Estadio Artemio Franchi ante la Fiorentina: Edinson Cavani marcó su primer gol con la camiseta azzurra en la Serie A. En Europa League el Napoli fue el único conjunto italiano en pasar la fase de grupos, pero fue eliminado en los dieciseisavos de final por el Villarreal (el resultado global fue de 1:2). El 15 de mayo de 2011, gracias al empate de 1:1 contra el Inter de Milán, el club obtuvo el tercer lugar en la Serie A 2010/11 con 70 puntos, con lo que aseguró su participación en la Liga de Campeones 2011-12, por primera vez después de 21 años.

#### Nuevos logros en las copas nacionales
En la temporada 2011/12 los azzurri, reforzados con, entre otros, İnler y Pandev, quedaron quintos con 61 puntos y lograron calificarse para la Europa League 2012-13. Notable fue el rendimiento ofrecido en las copas. En la Liga de Campeones al Napoli le tocó el así llamado "grupo de la muerte", con Bayern, Manchester City y Villarreal: los napolitanos terminaron segundos con 11 puntos y pasaron a los octavos de final, donde cayeron en la prórroga frente al Chelsea, futuro campeón de la competición (3:1 de local, 4:1 en Londres). En la Copa Italia el Napoli se coronó campeón por cuarta vez en su historia, batiendo en la final a la hasta entonces invicta Juventus, ganadora del Scudetto, por 2:0, con goles de Cavani y Hamšík.
El Napoli siguió creciendo y fue subcampeón de la Serie A 2012/13 con 78 puntos, a 9 de la Juventus, volviendo a clasificarse para la Liga de Campeones después de una gran temporada donde estuvo todas las jornadas en puestos europeos, además de ser el máximo goleador del campeonato. En cambio, no pudieron defender su título en la Copa Italia, pues fueron eliminados por el Bolonia.
La temporada 2013-14 se presenta como una nueva etapa para los partenopei, con la marcha del técnico Walter Mazzarri al Inter de Milán y de su goleador Edinson Cavani al París Saint-Germain. Rafa Benítez fue contratado como nuevo entrenador, con el cual llegaron futbolistas españoles como José Callejón, Raúl Albiol o Pepe Reina, y el ex madridista Gonzalo Higuaín. El Napoli comenzó la Liga italiana con 4 victorias en las 4 primeras jornadas, igualando el segundo mejor comienzo de la historia del club, derrotando en la jornada 4 al Milan en San Siro por 1-2, campo en el que Napoli no ganaba desde hacía 27 años. Posteriormente, el Napoli consigue 28 puntos tras 11 partidos, lo que supone el mejor arranque de Liga en la historia del equipo. Pero en la Liga de Campeones no tuvo la misma fortuna, ya que el sorteo lo encuadró en el "grupo de la muerte" y el Napoli fue relegado a la UEFA Europa League en un triple empate a 12 puntos con Arsenal y Borussia Dortmund. En la Serie A mantiene una buena línea y termina la primera vuelta en tercer lugar de la tabla. Finalmente, aunque el equipo también fue eliminado de forma prematura en la Europa League, la temporada concluyó de forma positiva, con la victoria en la final de la Copa Italia (segundo título en los tres últimos años, aunque empañado por la violencia entre los aficionados provocadas por algunos grupos de hinchas de la Roma) y el tercer puesto en la Serie A.

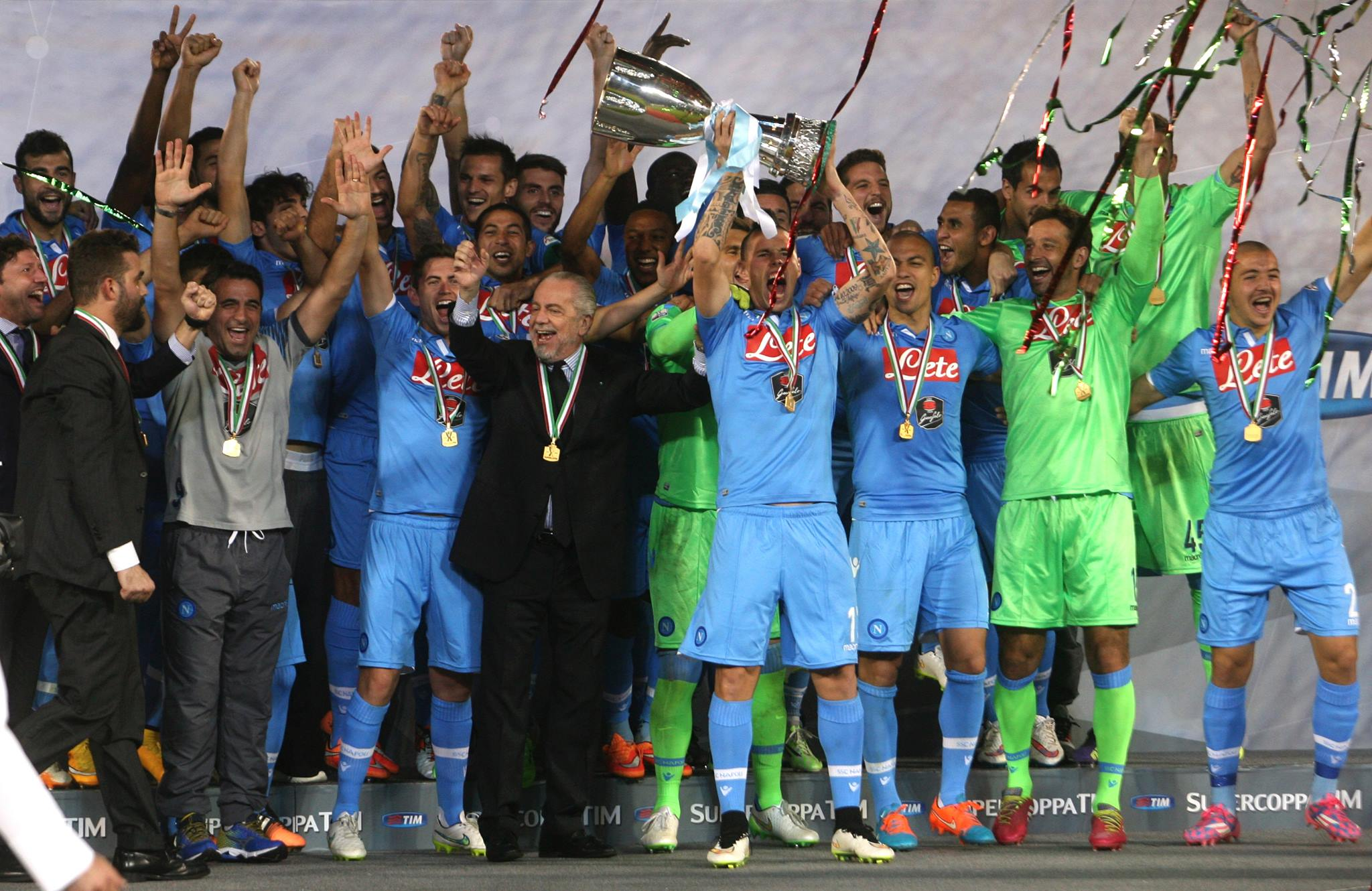
El Napoli celebrando la victoria de la Supercopa de Italia 2014.

La temporada 2014-15 comenzó con una decepción para el Napoli de Benítez, que no pudo acceder a la fase de grupos de la Liga de Campeones al perder la eliminatoria frente al Athletic Club, por lo que el club italiano se convirtió automáticamente en participante de la fase de grupos de la Europa League. En la Liga comienza con algunos resultados negativos, lo que le hace alejarse de la carrera por el título, quedando enfrascado en la lucha por el tercer puesto con otros equipos como la Sampdoria o el Genoa. El 22 de diciembre de 2014, el Napoli se hace con la Supercopa de Italia ante la Juventus de Turín en la final disputada en Catar. El Napoli terminó la primera vuelta en 3ª posición, igual que en la temporada anterior, pero con 9 puntos menos que entonces. Tanto en la Copa Italia como en la Liga Europea, el club cayó en semifinales. Benítez se despidió del conjunto partenopeo con una derrota (2-4) ante la Lazio en un partido que debía ganar para terminar 3º, por lo que acabó 5º en la Serie A.
El 11 de junio siguiente el club oficializó la contratación del técnico Maurizio Sarri. Bajo su mando, el equipo de Campania tuvo un inicio irregular en la Serie A, con una derrota de visitante contra el Sassuolo en la fecha 1 y dos empates contra Sampdoria y Empoli. Sin embargo, el 17 de septiembre el Napoli goleó al Club Brujas en la Liga Europea con un contundente 5 a 0. Tres días después, logró otra "manita", esta vez ante la Lazio en la 4.ª jornada de liga. Después de un empate contra el recién ascendido Carpi el 22 de septiembre, los partenopeos retomaron la racha de victorias en el partido siguiente, gracias a un 2 a 1 contra la Juventus de Turín en el Estadio San Paolo. El 1 de octubre Sarri ganó su primer partido de visitante en el banquillo del Napoli, en el partido de Liga Europea contra el Legia de Varsovia (2 a 0). El 4 de octubre obtuvo otra goleada, batiendo 4 a 0 al Milan en San Siro, mientras que el 18 de octubre derrotó 2 a 1 al líder de la Serie A en ese entonces, la Fiorentina. Cuatro días después, los napolitanos lograron su tercera victoria consecutiva en la fase de grupos de la Liga Europea, al superar por 4 a 1 de visitante al Midtjylland danés. Esta mejoría en los resultados, pese a los pocos fichajes realizados, le hizo merecedor de elogios por su labor en la prensa, que habló de "revolución" en el Napoli. De hecho, se señalaba al equipo del sur de Italia como uno de los favoritos para luchar por el Scudetto, sensaciones que se vieron respaldadas cuando el Napoli terminó la primera vuelta como campeón de invierno.

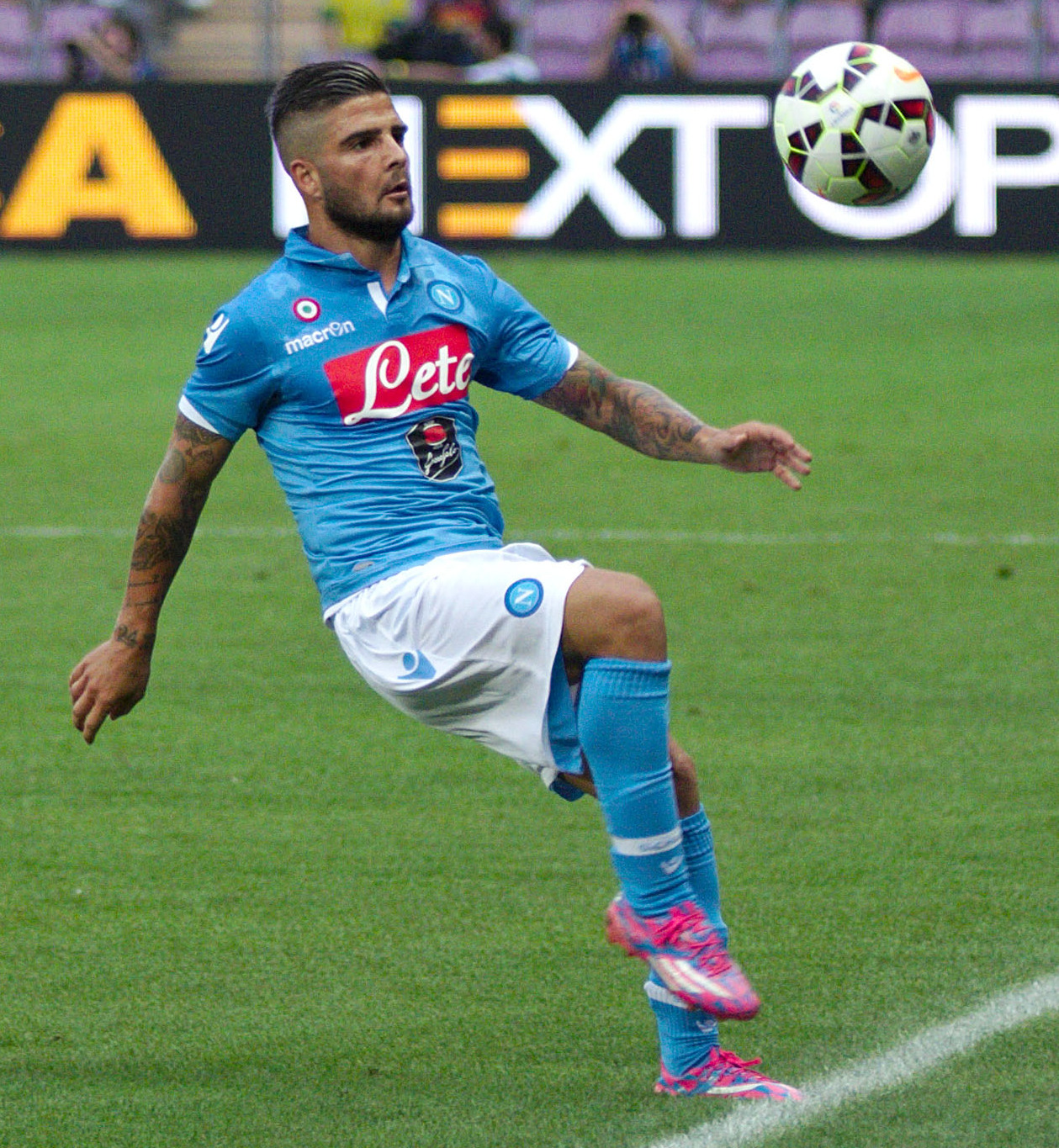
Lorenzo Insigne, canterano del club y jugador en el primer equipo durante once temporadas.

En la Copa Italia, el club azzurro fue eliminado por el Inter de Milán en cuartos de final; mientras que en Liga Europa, cayó ante el Villarreal en dieciseisavos de final. Finalmente, el conjunto napolitano terminó siendo subcampeón de la Serie A, sumando 82 puntos, con Gonzalo Higuaín como máximo goleador. Tras esta gran temporada, Sarri renovó su contrato con el club.
En la temporada siguiente, el Napoli llegó hasta octavos de final de la Liga de Campeones de la UEFA, donde cayó ante el Real Madrid (futuro campeón del torneo) por un resultado global de 6-2 (3-1 en ambos partidos); mientras que fue apeado por la Juventus en semifinales de la Copa Italia. En la Serie A, el club no firmó una primera vuelta lo bastante buena como para pelear por el campeonato y finalmente terminó como 3º clasificado, con 86 puntos (uno menos que el subcampeón) y 94 goles a favor.
En la temporada 2017/2018, otra vez terminaron la Serie A en segundo lugar con 91 puntos (la Juventus finalizó con cuatro puntos más). Mientras que en la Copa Italia llegaron hasta los cuartos de final en donde fueron eliminados por el Atalanta. En la Liga de Campeones de la UEFA estuvo en el Grupo F junto al Manchester City, Shakhtar Donetsk y el Feyenoord, terminando en el tercer lugar, lo que permitió la clasificación a la UEFA Europa League donde quedaron eliminados en los dieciseisavos de final por el RB Leipzig de Alemania con global de 3-3, lo que permitió al equipo alemán clasificar por la regla del gol de visitante.
Al finalizar la temporada, Maurizio Sarri dejó de ser el entrenador del Napoli y en su lugar fue contratado Carlo Ancelotti, que volvió a entrenar en su país natal después de nueve años, firmando un contrato de 3 años de duración. En su primera temporada en el banquillo del San Paolo, Ancelotti mantuvo al conjunto napolitano como el principal oponente de la Juventus de Turín en el país transalpino, finalizando en 2ª posición, a 11 puntos del líder. El 11 de diciembre de 2018 el Napoli fue eliminado de la Champions League, aun perdiendo solo un partido y teniendo 9 puntos como el Liverpool, futuro campeón del torneo, por la diferencia de goles. En Europa League, tras ganarle a Zúrich y Salzburgo, perdió contra el Arsenal  en los cuartos de final. En la Copa Italia fue eliminado por el Milan en el San Siro, en los cuartos de final.

### Años 2020
La temporada 2019-2020 resultó más complicada para el equipo de Ancelotti, que en la liga no logró ganar durante dos meses. Paralelamente a la crisis de resultados, surgieron desavenencias entre el presidente, el entrenador y los jugadores, que desembocaron en un motín de la plantilla; esta situación llevó a la decisión de destituir a Ancelotti del cargo de entrenador e instaurar a Gennaro Gattuso. Con el nuevo técnico, el Napoli venció en los octavos de la Copa Italia al Perugia, a la Lazio en cuartos por 2-0 y al Inter en semifinales a doble partido por 2-1. Los napolitanos enfrentaron en la final a la Juventus, empatando en el tiempo reglamentario y ganándoles en penaltis por 4-2. De esta forma, conseguían la sexta copa nacional de la historia del club, seis años después de su anterior éxito, y asimismo Gattuso obtuvo su primer título como entrenador.
La temporada siguiente resultó estar llena de altibajos para el equipo de Gattuso: debido a una serie de lesiones y jugadores positivos al COVID-19, los azzurri atravesaron un periodo de crisis: tras terminar la fase de la Liga Europa en primera posición, cayeron sorprendentemente en octavos de final contra el Granada y se despidieron de la Copa Italia en semifinales contra el Atalanta. Pese a recuperarse en los últimos meses, acabaron quintos en la liga, se quedaron fuera de la Liga de Campeones por un solo punto debido a un empate en el último suspiro contra el Hellas Verona, y Gattuso abandonó el Napoli, siendo sustituido por Luciano Spalletti.
La temporada 2021-2022, la última con la camiseta azzurra para el capitán Insigne, empezó bien en liga para los partenopei, que, al ganar sus ocho primeros partidos, igualaron el mejor arranque de su historia que se remonta cuatro años atrás. Sin embargo, a continuación siguió un periplo de altibajos, que llevó al club a encontrarse en tercera posición en el ecuador del campeonato, por detrás de los dos equipos milaneses. En la Copa Italia perdió en octavos de final contra la Fiorentina por 5-2 en la prórroga. En la Liga Europa tuvo que enfrentarse en la fase de grupos al Legia de Varsovia, al Spartak de Moscú y al Leicester City; acabó segundo de grupo por detrás del equipo moscovita y se vio obligado a jugar la ronda preliminar de la fase eliminatoria, en la que cayó ante el Barcelona (1-1 en España y derrota por 2-4 de local). De vuelta a la liga, la lucha por el Scudetto se saldó con derrotas ante la Fiorentina y el Empoli, pero aun así los napolitanos lograron acabar terceros, clasificándose para la Liga de Campeones.

#### El tercerScudetto

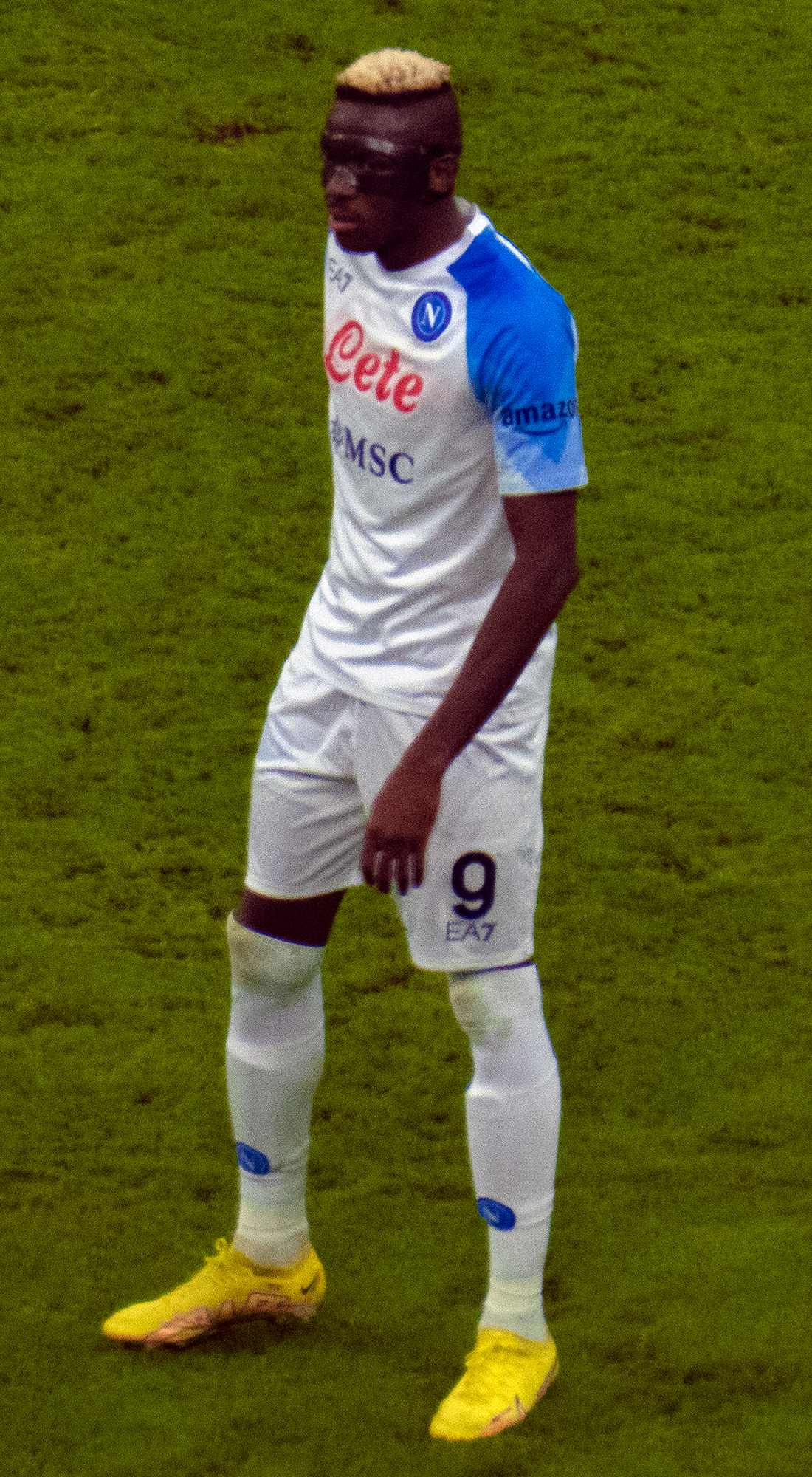
Victor Osimhen, uno de los protagonistas de la conquista del Scudetto 2022-23 siendo el capocannoniere del torneo.

En el verano de 2022 se produjo la despedida de algunos de los jugadores más representativos de los años anteriores, como Insigne, Mertens, Koulibaly, Ospina y Fabián Ruiz, y una revolución en la plantilla, con las llegadas, entre otros, de Kvaratskhelia, Kim, Raspadori, Simeone y Olivera. Di Lorenzo fue nombrado nuevo capitán del equipo.
En la Liga de Campeones, el Napoli quedó encuadrado en el Grupo A junto con Ajax, Liverpool y Rangers. El camino europeo comenzó muy bien para el club napolitano, que ganó los tres primeros partidos del grupo: primero al Liverpool por 4-1 en el Diego Armando Maradona, luego a Rangers por 3-0 en Glasgow y después al Ajax por 6-1 en Ámsterdam. Gracias a la posterior victoria en su casa contra los holandeses (4-2), los azzurri se clasificaron matemáticamente para los octavos de final por primera vez en su historia, con dos fechas de antelación. La fase de grupos se cerró con una victoria de local contra Rangers (3-0) y una derrota en Anfield (0-2), irrelevante porque, aunque ambos el Napoli y el Liverpool habían sumado 15 puntos, los italianos acabaron primeros gracias a la diferencia de goles a favor en los enfrentamientos directos. En virtud del sorteo, en los octavos de final los partenopei se enfrentaron al Eintracht Fráncfort, segundo clasificado del Grupo D y vigente campeón de la anterior edición de la Liga Europa. El doble enfrentamiento se ganó con soltura, con un 2-0 en la ida en Alemania y un 3-0 en la vuelta: por primera vez en su historia, el Napoli alcanzó los cuartos de final de la Liga de Campeones. En esta fase, los azzurri se midieron con sus compatriotas del AC Milan; la eliminatoria se saldó con la eliminación de los partenopei, que perdieron 1-0 en la ida en San Siro y empataron 1-1 en su casa en la vuelta.
En la Copa Italia, cayeron en los octavos de final, siendo eliminados en casa por la Cremonese en los penaltis, después de que tanto el tiempo reglamentario como la prórroga acabaran en empate a 2.
La liga de Serie A comenzó con victorias contra el Verona (2-5) y el Monza (4-0), donde el nuevo fichaje Kvaratskhelia se lució de inmediato, contribuyendo con tres goles y una asistencia a los primeros seis puntos de la temporada de los napolitanos. Tras dos empates contra la Fiorentina (0-0) y el Lecce (1-1), los azzurri se redimieron inmediatamente con tres victorias consecutivas contra la Lazio (1-2), el Spezia (1-0) y el vigente campeón de Italia, el AC Milan (1-2). En la pausa de septiembre, los azzurri eran primeros de la clasificación, junto con el Atalanta. Luego, gracias a las victorias contra Torino (3-1) y Cremonese (1-4), y también al empate del Atalanta contra el Udinese, el Napoli lideró la tabla en solitario tras nueve partidos. El equipo napolitano ganó todos los partidos restantes hasta la pausa para el Mundial 2022. A la vuelta de la Serie A, el Napoli rompió su racha de once victorias consecutivas en la liga, al perder de visitante contra el Inter de Milán (0-1) en la 16.ª jornada. Sin embargo, la posterior victoria en Génova contra la Sampdoria (0-2) convirtió al Napoli en el campeón de invierno con dos jornadas de antelación. En la siguiente jornada, el Napoli derrotó a la Juventus de Turín por 5-1, con lo que obtuvo 9 puntos de ventaja sobre el AC Milan y 10 sobre los bianconeri. Cerró la primera mitad de la temporada con una victoria de visitante ante la Salernitana (0-2), convirtiéndose así en el tercer equipo en la era de los tres puntos que ha sumado 50 puntos en el ecuador del campeonato italiano, tras el Inter en la temporada 2006-2007 y la Juventus en 2013-2014 y 2018-2019. La segunda mitad de la temporada se abrió con cinco victorias más, contra la Roma (2-1), el Spezia (0-3), la Cremonese (3-0), el Sassuolo (0-2) y el Empoli (0-2), de modo que la diferencia con el segundo en la clasificación aumentó a 18 puntos. A pesar de la posterior derrota local ante la Lazio (0-1), los partenopei lograron restablecer la distancia de 18 puntos con el segundo clasificado en la siguiente jornada, gracias a la victoria ante el Atalanta (2-0) y al éxito del Spezia frente al Inter. Antes de la pausa por las selecciones, obtuvieron otra victoria en el campo del Torino (0-4). A la vuelta, el rendimiento del Napoli fue desigual: una derrota en el Estadio Maradona contra el AC Milan (0-4), una victoria de visitante contra el Lecce (1-2) y un empate de local contra el Verona (0-0). A estos resultados siguió la victoria en el campo de la Juventus (0-1), con lo que los azzurri volvieron a ganar después de trece años tanto el partido de ida como el de vuelta contra los bianconeri. Tras dos empates por 1 a 1, el primero de local contra la Salernitana y el segundo de visitante ante el Udinese, el 4 de mayo de 2023 el Napoli se consagró campeón de su tercer Scudetto.
La temporada siguiente fue marcada por la inestabilidad en el banquillo, con los sucesivos pasos de Rudi García, Walter Mazzarri y Francesco Calzona; el equipo acabó firmando un decepcionante décimo puesto en la clasificación.

#### El cuartoScudetto
En la temporada 2024-25 de la Serie A, el Napoli se consagró campeón por cuarta vez en su historia, acumulando 82 puntos y superando al Inter de Milán por un solo punto en una emocionante definición hasta la última jornada. El equipo dirigido por Antonio Conte logró el título tras vencer 2-0 al Cagliari en el Estadio Diego Armando Maradona, con goles de Scott McTominay y Romelu Lukaku.
Este campeonato marcó un hito para Antonio Conte, quien se convirtió en el primer entrenador en ganar la Serie A con tres equipos diferentes: Juventus, Inter y Napoli. El Napoli logró este título sin disputar competiciones europeas, lo que permitió al equipo enfocarse completamente en el torneo local.
A nivel individual, Scott McTominay destacó con 12 goles y 4 asistencias, siendo el mediocampista con más tantos en la Serie A durante la temporada. Romelu Lukaku fue el máximo anotador del equipo con 14 goles.
El equipo registró un total de 24 victorias, 10 empates y solo 4 derrotas, con 59 goles a favor y 27 en contra, mostrando una gran solidez defensiva y eficiencia ofensiva.
Este título se suma a los obtenidos por el club en 1987, 1990 y 2023, consolidando al Napoli como uno de los clubes más exitosos del fútbol italiano en los últimos años.
La ciudad de Nápoles celebró efusivamente este logro, evocando los tiempos de gloria vividos durante la era de Diego Maradona y reafirmando el estatus del club en la élite del fútbol italiano.

## Símbolos

### Historia y evolución del escudo

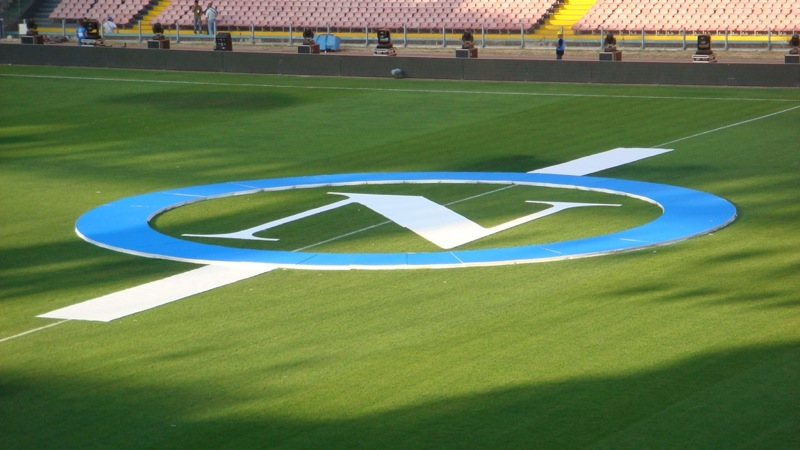
Escudo del Napoli en el campo de juego.

El primer escudo del Napoli era de forma ovalada y de color azul bordado de oro. En el centro se encontraba un caballo encabritado posando los cascos en una pelota de cuero, rodeado por las iniciales en mayúsculas del nombre del club en ese entonces: A C N (Associazione Calcio Napoli). De hecho, el caballo ha sido un símbolo identificativo de la ciudad de Nápoles desde épocas remotas. En el lugar donde hoy se sitúa la Catedral, en tiempos antiguos se encontraba el Templo de Apolo, cerca del cual se levantaba una colosal estatua de bronce representando a un caballo encabritado. Siendo objeto de rituales paganos, la estatua fue fundida en 1322: se trataba del Corsiero del Sole (en español: "Corcel del Sol"), una alegoría del espíritu indomable del pueblo napolitano desde el siglo XIII. El caballo apareció como símbolo identificativo de dos Sedili (consejos medievales de Nápoles): el Sedile de Capuana y el de Nilo. Posteriormente, el Corcel del Sol se convirtió en el símbolo del Reino de Nápoles y de la Provincia de Nápoles (hoy Ciudad metropolitana de Nápoles).
Sin embargo, debido a los malos resultados de la primera temporada del club, con la típica ironía napolitana los hinchas compararon al caballo con un asno, equino más modesto pero también más acostumbrado al trabajo duro y a las fatigas. Desde entonces el burro (en napolitano: ciuccio) siempre ha sido la mascota del equipo partenopeo. Tanto fue así que, después de la primera temporada, el club decidió cambiar su escudo. El caballo encabritado fue reemplazado por una letra N en mayúsculas al estilo napoleónico, puesta en un círculo azul bordado de oro. En la década de 1940, la N fue colocada en un escudo francés antiguo. En 1962 se retomó el caballo encabritado, pero sólo duró una temporada ya que, el año siguiente, éste fue reemplazado por una N y se añadió la nueva denominación del club S.S. Calcio Napoli. Entre 1965 y 1969 se retomó el escudo de forma circular, aunque el borde dorado fue agrandado y se añadió la denominación del club S.S.C. Napoli; una versión de este logo también presentaba una cinta con el tricolor italiano en la parte inferior. Desde 1969 a 1973, la N fue puesta en un escudo francés moderno y rodeada por las tres flores de lis de oro borbónicas. En 1974, el logo volvió a ser una N dorada en un círculo azul bordado de oro. Durante la temporada 1982/83, las camisetas del Napoli lucían un logo compuesto por una N provista de cabeza y orejas asininas formando, con la letra, la silueta de un burrito estilizado. En la temporada siguiente, en las camisetas se utilizó una N de color blanco en círculo azul con tres bordes: dos blancos y uno azul. A partir de 1985, el logo fue una N dorada (blanca en las camisetas) colocada en un círculo azul; el borde exterior blanco contenía la denominación completa del conjunto Società Sportiva Calcio Napoli. En 2002, el borde se volvió azul oscuro y al nombre del club, ahora blanco, se añadió la sigla S.p.A. (Sociedad por acciones), que fue quitada el año siguiente. Tras la quiebra de 2004 y hasta 2006, el club fue denominado Napoli Soccer y este nombre temporal estuvo situado en la parte inferior del borde del escudo durante una temporada; en 2005, se eliminó la denominación, así que se presentaba como una N blanca sobre fondo azul cielo, rodeado por un estrecho borde blanco y otro más amplio de color azul más oscuro. En 2007, el logo fue objeto de un nuevo restyling, ya que fue embellecido con matices y efectos de luz.
En el año 2024, se realizó una revisión del escudo. La icónica N inscrita en dos círculos concéntricos ahora se presenta en una versión más minimalista, cuyos colores varían dependiendo del fondo: blanco sobre fondo azul cielo, azul marino sobre fondo blanco y azul cielo sobre fondo azul marino.

años 1930
años 1940
1964-1966
1965-1967
desde 1974
1984-1985
1985-2002
2003-2004
2004-2005
2005-2007
2007-2024

#### Versiones del logo actual (2004)

### Himno
En 2013, el club presentó como himno oficial una versión revisitada de 'O surdato 'nnammurato (El soldado enamorado), célebre canción napolitana muy amada y cantada por los tifosi del Napoli. La canción, escrita por Aniello Califano con música de Enrico Cannio en 1915, trata de un soldado alejado de su amada al estar en la Primera Guerra Mundial y fue adoptada por la hinchada para expresar los sentimientos de amor que la ligan al equipo.
En mayo de 2023, tras la victoria del tercer scudetto, fue elegida como himno oficial Napoli de Nino D'Angelo.

## Uniforme

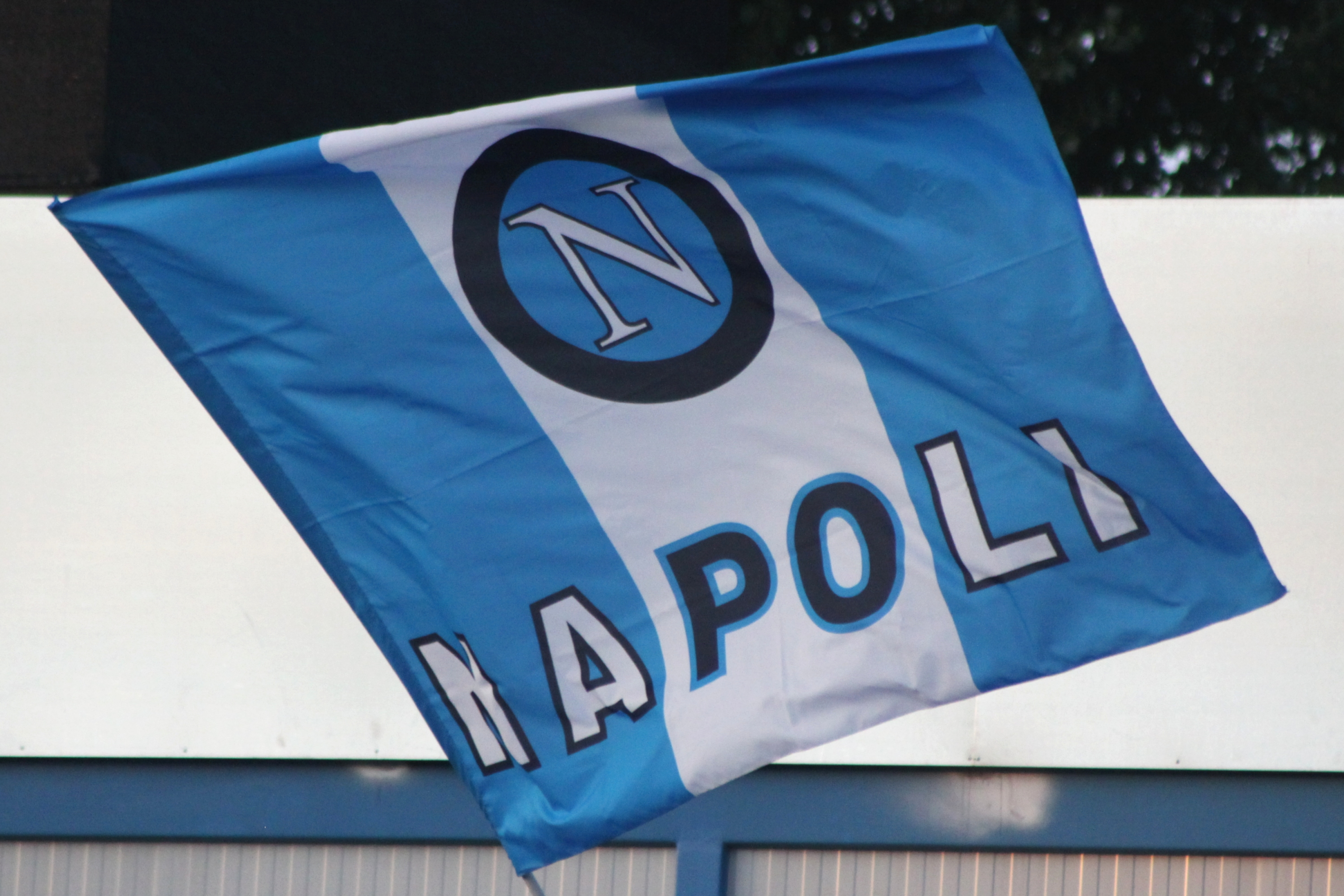
Una bandera luciendo los colores del Napoli.

El "antepasado" del SSC Napoli, el Naples FBC, usaba una camiseta a rayas verticales azul mar y celestes. Cuando, en 1911, los miembros napolitanos se escindieron de los ingleses, fundando el US Internazionale Napoli, se eligió el azul noche para el nuevo club. En 1922 los dos equipos se juntaron otra vez en un único club, el FBC Internaples, adoptando el azul cielo como color oficial. En 1926 el nombre del conjunto fue cambiado a AC Napoli y el azul cielo del Internaples fue confirmado como color del club.
Desde entonces, la primera equipación siempre ha estado compuesta por camiseta azul, pantalón blanco y medias azules. Por eso los napolitanos son apodados azzurri, al igual que los jugadores de la Selección italiana, aunque se trata de un azul más claro tendente al celeste. Hasta los primeros años 1980, las camisetas llevaban generalmente un cuello tipo polo o en V blanco, y orillas del mismo color.
Sin embargo, hay dos excepciones. En la temporada 1964/65 el presidente Roberto Fiore, para propiciar la buena suerte, decidió utilizar como primera equipación el uniforme alternativo, es decir una camiseta blanca con una banda azul cayendo de forma oblicua de izquierda a derecha. En cambio, durante la temporada 2002/03 fue utilizada una uniforme con camiseta de rayas verticales blancas y azules, pantalón azul, medias blancas y números negros.

### Uniforme 2025/26
- Uniforme titular: camiseta azul claro con cuello en V blanco y bordes blancos en las mangas, pantalón blanco y medias azul claro.[163]
- Uniforme alternativo: camiseta, pantalón y medias color arena con detalles cobrizos. El tejido de la camiseta incorpora nueve elementos emblemáticos de la cultura napolitana: la máscara de Polichinela, el Sagrado Corazón, el legendario duendecillo Munaciello, una cabeza de ajo, un cornicello, la Fuente de la Alcachofa, San Jenaro, unos ojos y un suelo de mármol blanco y negro.[163]
- Tercer uniforme: camiseta color café con cuello estilo polo rematado con un ribete azul claro, pantalón y calcetines color café. Representa un homenaje a la tradición cafetera de Nápoles.[164]

### Evolución del uniforme
| Primero | (Ver evolución) | Actual |

### Proveedores y patrocinadores
| Período   | Proveedor                 | Patrocinador          |
| --------- | ------------------------- | --------------------- |
| 1978-1980 | Puma                      | Ninguno               |
| 1980–1981 |                           | Ninguno               |
| 1981–1982 | Snaidero                  |                       |
| 1982–1983 | Cirio                     |                       |
| 1983–1984 | Latte Berna               |                       |
| 1984–1985 | Linea Time                | Cirio                 |
| 1985–1988 |                           | Buitoni               |
| 1988–1991 | Mars                      |                       |
| 1991–1994 |                           | Voiello               |
| 1994–1996 |                           | Record Cucine         |
| 1996–1997 | Centrale Latte di Napoli  |                       |
| 1997–1999 |                           | Polenghi              |
| 1999–2000 | Birra Peroni              |                       |
| 2000–2003 | Birra Peroni              |                       |
| 2003–2004 |                           | Russo di Cicciano     |
| 2004–2005 |                           | Mandi                 |
| 2005-2006 | Lete                      |                       |
| 2006-2009 | Lete                      |                       |
| 2009-2011 | Lete                      |                       |
| 2011-2014 | Lete-MSC                  |                       |
| 2014-2015 | Lete-Pasta Garofalo       |                       |
| 2015–2016 | Lete-Pasta Garofalo       |                       |
| 2016-2019 | Lete-Pasta Garofalo-Kimbo |                       |
| 2019-2021 | Lete-MSC-Kimbo            |                       |
| 2021-2023 |                           | Lete-MSC-Amazon-Floki |
| 2023–2024 | MSC-eBay-UPbit            |                       |
| 2024–2026 | MSC-Sorgesana             |                       |

## Estadios

### Primeros campos
- Stadio Militare dell'Arenaccia (1926-1929)
- Stadio Giorgio Ascarelli (1930-1933; 1934-1942)
- Stadio Arturo Collana (1929-1930; 1933-1934; 1942-1943; 1946-1959)

### Estadio Diego Armando Maradona
El Stadio Diego Armando Maradona, anteriormente conocido como San Paolo, se ubica en el barrio de Fuorigrotta, en la zona occidental de la ciudad de Nápoles. Posee una capacidad de 76.824 espectadores (tercero en Italia después del Estadio Giuseppe Meazza de Milán y el Estadio Olímpico de Roma), aunque en tiempos recientes se disminuyó la capacidad a 60.240 asientos, tras el cierre del tercer anillo, y a 54.726 después de la renovación para la Universiada de 2019.
El primer partido fue un Napoli-Juventus, el 6 de diciembre de 1959 (2-1). Fue sede del torneo de fútbol en los Juegos Olímpicos de Roma 1960, de los Juegos Mediterráneos de 1963, de la Eurocopa 1968, de la Eurocopa 1980 y de la Copa Mundial de Fútbol de 1990.

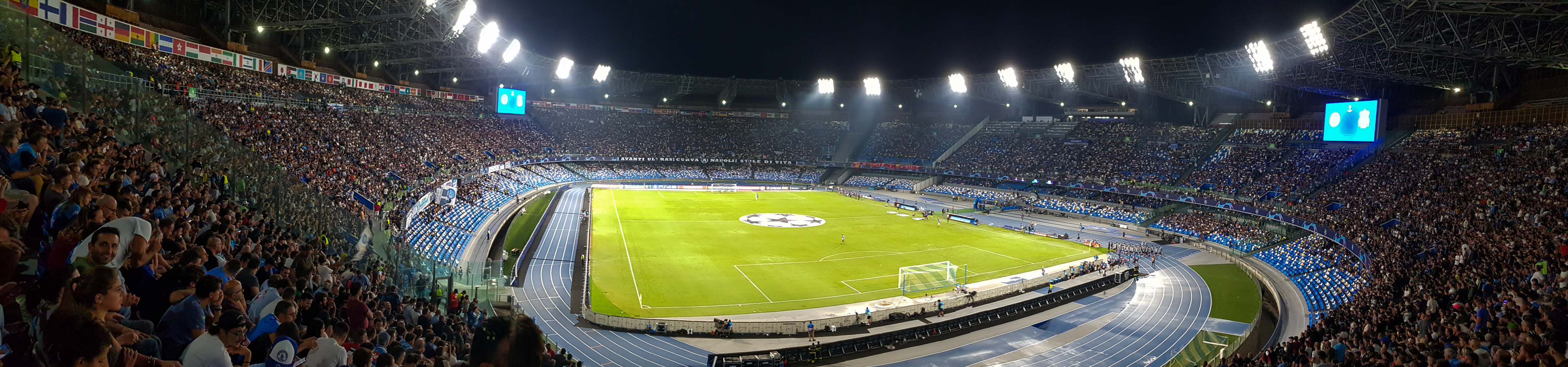
Vista panorámica del Estadio Diego Armando Maradona.

## Datos del club
- Temporadas en la Serie A: 79 (más 4 en Divisione Nazionale).
- Temporadas en la Serie B: 12.
- Temporadas en la Serie C1: 2.
- Mejor puesto en la liga: 1º

### Récords del equipo
- Mayor victoria de local
  - Napoli-Pro Patria 8-1 (Serie A 1955-56)
  - Napoli-Como 7-0 (Serie A 1950-51)
- Mayor victoria de visitante
  - Bologna-Napoli 1-7 (Serie A 2016-17)
- Peor derrota de local
  - Napoli-Bologna 1-6 (Serie A 1938-39)
- Peor derrota de visitante
  - Torino-Napoli 11-0 (Divisione Nazionale 1927-28)

## Organigrama deportivo

### Jugadores
Entre los jugadores destacados que han defendido la camiseta del Napoli se encuentran Attila Sallustro y Marcello Mihalich, quienes fueron los primeros en representar al club en la selección nacional. También destacan Antonio Vojak, Enrico Colombari, y Amedeo Amadei. En 1952, el delantero sueco Hasse Jeppson fue adquirido por Achille Lauro por 105 millones de liras, tras ser reclutado del Atalanta. Otros nombres notables incluyen al brasileño Luís Vinício, Bruno Pesaola, y los campeones de Europa de 1968, Antonio Juliano y Dino Zoff. Asimismo, José Altafini y Omar Sívori fueron ganadores de la Copa delle Alpi en 1966, mientras que Giuseppe Savoldi se destacó al ganar la Copa Italia en 1976. Finalmente, el célebre líbero holandés Ruud Krol también forma parte de esta ilustre lista.

Murales pintados en homenaje a Maradona.

En 1984, se produjo la salida de Ruud Krol y, al mismo tiempo, llegó el jugador más emblemático de la historia del club: Diego Armando Maradona. Considerado universalmente uno de los futbolistas más talentosos de todos los tiempos, fue transferido en el verano de ese año desde el Barcelona por la cifra récord de 15.000 millones de liras. Maradona jugó un papel fundamental en los éxitos de la azzurra, y gran parte de su palmarés está ligado a su etapa con el Napoli. Se convirtió en capitán del equipo y, en siete temporadas, llevó al club a conquistar dos Scudettos, una Copa Italia, una Copa de la UEFA y una Supercopa de Italia. Además, se transformó en un ícono popular de la ciudad, aunque dejó Nápoles en 1991 debido a serias dificultades personales. Junto a Edinson Cavani, Gonzalo Higuaín y Victor Osimhen, es uno de los pocos jugadores del equipo que ha ganado la tabla de máximos goleadores de la Serie A, alcanzando 15 goles en la temporada 1987-1988. En 2000, el club retiró el dorsal número diez en su honor.
Durante su tiempo en Nápoles, Maradona contó con el apoyo de varios futbolistas notables, entre los que se encontraban Ciro Ferrara, Bruno Giordano y el brasileño Careca. Juntos formaron el famoso trío atacante conocido como Ma.Gi.Ca.
En la historia más reciente, destacan el uruguayo Edinson Cavani, quien se consagró como máximo goleador de la Serie A en 2013 con 29 goles y ganó la Copa Italia en 2012, y el argentino Gonzalo Higuaín, que se llevó la Copa Italia y la Supercopa italiana en 2014. Higuaín también se destacó como máximo goleador de la Serie A en 2016, anotando 36 goles y superando el récord de 35 goles que pertenecía a Gunnar Nordahl desde 1949-50. Su traspaso a la Juventus al final de esa temporada, por 90 millones de euros, se convirtió en la operación más cara en la historia del fútbol italiano. También es importante mencionar a Dries Mertens, máximo goleador histórico del Napoli, y a Lorenzo Insigne y Marek Hamšík, quienes están entre los máximos goleadores del club. Insigne y Hamšík, con 148, 122 y 121 goles respectivamente, son los únicos que han superado a Maradona en la lista de goleadores históricos del equipo.

### Plantel 2025/26

#### Altas y bajas 2025-26
| Altas                  |                |                       |          |              |
| Jugador                | Posición       | Procedencia           | Tipo     | Coste        |
| Mathias Ferrante       | Guardameta     | S. S. D. NovaRomentin | Traspaso | 100.000 €    |
| Vanja Milinković-Savić | Guardameta     | Torino F. C.          | Cesión   | 15.000.000 € |
| Sam Beukema            | Defensa        | Bologna F. C. 1909    | Traspaso | 31.000.000 € |
| Miguel Gutiérrez       | Defensa        | Girona F. C.          | Traspaso | 18.000.000 € |
| Luca Marianucci        | Defensa        | Empoli F. C.          | Traspaso | 9.000.000 €  |
| Kevin De Bruyne        | Centrocampista | Manchester City F. C. | Libre    | -            |
| Noa Lang               | Delantero      | PSV Eindhoven         | Libre    | 25.000.000 € |
| Lorenzo Lucca          | Delantero      | Udinese Calcio        | Cesión   | 9.000.000 €  |
| Emanuele Rao           | Delantero      | S.P.A.L.              | Libre    | -            |

| Bajas               |                |                           |               |              |
| Jugador             | Posición       | Destino                   | Tipo          | Cobro        |
| Elia Caprile        | Guardameta     | Cagliari Calcio           | Traspaso      | 8.000.000 €  |
| Simone Scuffet      | Guardameta     | Cagliari Calcio           | Fin de cesión | -            |
| Matteo Marchisano   | Defensa        | U. S. Avellino 1912       | Libre         | -            |
| Rafa Marín          | Defensa        | Villarreal C. F.          | Cesión        | 1.000.000 €  |
| Francesco Mezzoni   | Defensa        | Virtus Entella            | Libre         | -            |
| Natan               | Defensa        | Real Betis Balompié       | Traspaso      | 9.000.000 €  |
| Philip Billing      | Centrocampista | A. F. C. Bournemouth      | Fin de cesión | -            |
| Jens Cajuste        | Centrocampista | Ipswich Town F. C.        | Cesión        | 1.200.000 €  |
| Michael Folorunsho  | Centrocampista | Cagliari Calcio           | Cesión        | 500.000 €    |
| Gianluca Gaetano    | Centrocampista | Cagliari Calcio           | Traspaso      | 6.000.000 €  |
| Francesco Gioielli  | Centrocampista | A. C. Afragolese          | Libre         | -            |
| Jesper Lindstrøm    | Centrocampista | VfL Wolfsburgo            | Cesión        | 1.500.000 €  |
| Alessandro Spavone  | Centrocampista | Guidonia Montecelio F. C. | Libre         | -            |
| Giuseppe D'Agostino | Delantero      | Giugliano Calcio 1928     | Libre         | -            |
| Pasquale Marranzino | Delantero      | U. S. Sambenedettese      | Libre         | -            |
| Cyril Ngonge        | Delantero      | Torino F. C.              | Cesión        | 1.000.000 €  |
| Noah Okafor         | Delantero      | A. C. Milan               | Fin de cesión | -            |
| Victor Osimhen      | Delantero      | Galatasaray S. K.         | Traspaso      | 75.000.000 € |
| Giacomo Raspadori   | Delantero      | Club Atlético de Madrid   | Traspaso      | 22.000.000 € |
| Giovanni Simeone    | Delantero      | Galatasaray S. K.         | Cesión        | 1.000.000 €  |
| Mario Vilardi       | Delantero      | Sorrento Calcio 1945      | Traspaso      | ?            |
| Alessio Zerbin      | Delantero      | U. S. Cremonese           | Cesión        | 250.000 €    |

### Jugadores internacionales
Nota: en negrita los jugadores parte de la última convocatoria en la correspondiente categoría.
| Selección                                  | Categoría | Cantidad de jugadores | Jugador(es) |
| ------------------------------------------ | --------- | --------------------- | --- |
| Italia                                     | Absoluta  | 7                     | Alessandro Buongiorno, Giovanni Di Lorenzo, Lorenzo Lucca, Pasquale Mazzocchi, Alex Meret, Matteo Politano, Leonardo Spinazzola |
| Bélgica                                    | Absoluta  | 2                     | Kevin De Bruyne, Romelu Lukaku                                                                                                  |
| Brasil                                     | Absoluta  | 2                     | Juan Jesus, David Neres |
| Escocia                                    | Absoluta  | 2                     | Billy Gilmour, Scott McTominay                                                                                                  |
| Argentina                                  | Absoluta  | 1                     | Giovanni Simeone |
| Camerún                                    | Absoluta  | 1                     | André Zambo Anguissa |
| Eslovaquia                                 | Absoluta  | 1                     | Stanislav Lobotka |
| Kosovo                                     | Absoluta  | 1                     | Amir Rrahmani |
| Países Bajos                               | Absoluta  | 1                     | Noa Lang |
| Serbia                                     | Absoluta  | 1                     | Vanja Milinković-Savić |
| Uruguay                                    | Absoluta  | 1                     | Mathías Olivera |
| Datos actualizados al 10 de junio de 2025. |           |                       | |

### Récords de jugadores
Nota: en negrita los jugadores actualmente en la plantilla del Napoli. Actualizado al 27 de agosto de 2023.

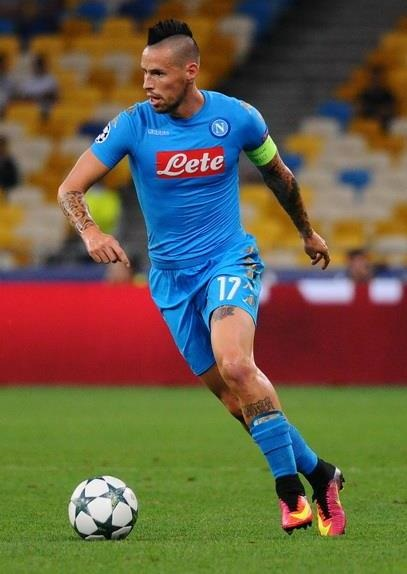
Marek Hamšík, el jugador con más presencias absolutas en el Napoli.

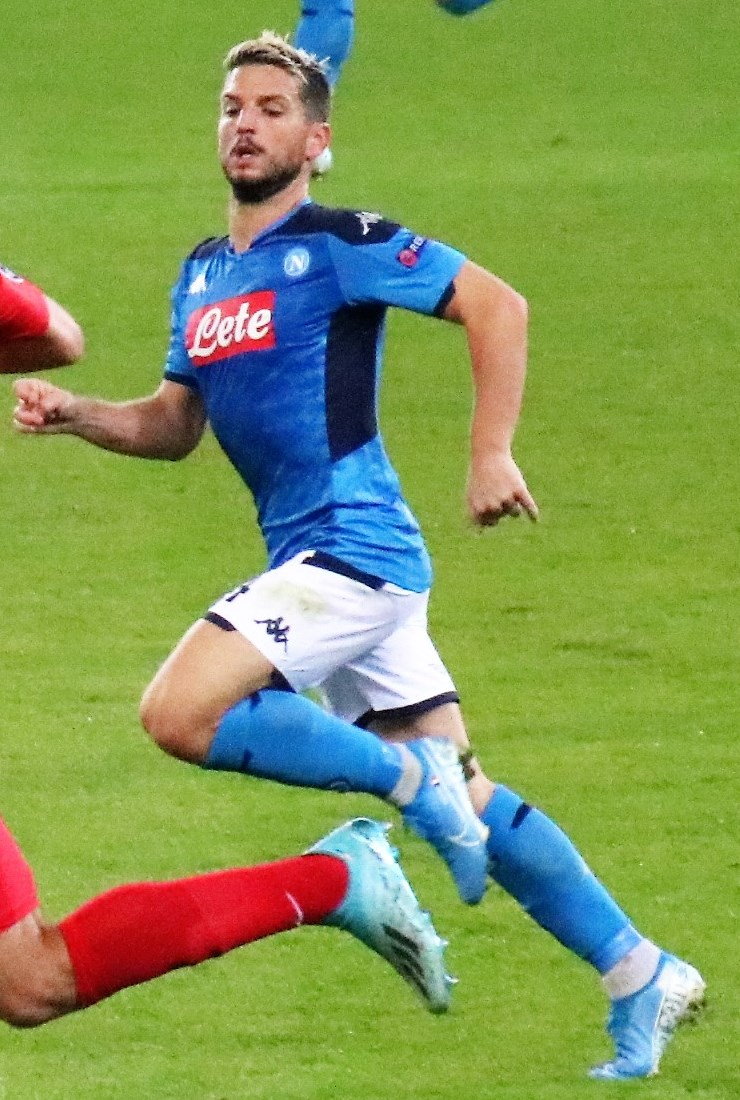
Dries Mertens, el máximo goleador histórico del Napoli.

| Goleadores         | Goleadores         | Goleadores         | Presencias         | Presencias           | Presencias         | Temporadas         | Temporadas                                                          | Temporadas         |
| ------------------ | ------------------ | ------------------ | ------------------ | -------------------- | ------------------ | ------------------ | ------------------------------------------------------------------- | ------------------ |
| 1.                 | Dries Mertens      | 148 goles          | 1.                 | Marek Hamšík         | 520 partidos       | 1.                 | Antonio Juliano                                                     | 17 años            |
| 2.                 | Lorenzo Insigne    | 122 goles          | 2.                 | Giuseppe Bruscolotti | 511 partidos       | 2.                 | Giuseppe Bruscolotti                                                | 16 años            |
| 3.                 | Marek Hamšík       | 121 goles          | 3.                 | Antonio Juliano      | 505 partidos       | 3.                 | Marek Hamšík                                                        | 12 años            |
| 4.                 | Diego Maradona     | 115 goles          | 4.                 | Lorenzo Insigne      | 434 partidos       | 4.                 | Lorenzo Insigne / Moreno Ferrario / Attila Sallustro                | 11 años            |
| 5.                 | Attila Sallustro   | 108 goles          | 5.                 | Dries Mertens        | 397 partidos       | 5.                 | Ciro Ferrara / Christian Maggio / Bruno Gramaglia / Carlo Buscaglia | 10 años            |
| Ver lista completa | Ver lista completa | Ver lista completa | Ver lista completa | Ver lista completa   | Ver lista completa | Ver lista completa | Ver lista completa                                                  | Ver lista completa |

### Dorsales retirados
| Nro | Jugador        | Posición       |
| --- | -------------- | -------------- |
| 10  | Diego Maradona | Centrocampista |

### Jugadores campeones con su selección absoluta
| Competición           | Edición | Jugador             | Período   | Partidos | Goles |
| --------------------- | ------- | ------------------- | --------- | -------- | ----- |
| Mundial               | 1934    | Giuseppe Cavanna    | 1929-36   | 151      | -?    |
| Eurocopa              | 1968    | Antonio Juliano     | 1962-78   | 506      | 38    |
| Eurocopa              | 1968    | Dino Zoff           | 1967-72   | 190      | -166  |
| Mundial               | 1986    | Diego Maradona      | 1984-91   | 259      | 116   |
| Copa América          | 1989    | Alemão              | 1988-92   | 133      | 14    |
| Copa América          | 2011    | Edinson Cavani      | 2010-13   | 138      | 104   |
| Copa América          | 2011    | Walter Gargano      | 2007-15   | 235      | 4     |
| Copa América          | 2015    | Eduardo Vargas      | 2012-15   | 28       | 3     |
| Liga de Naciones UEFA | 2018-19 | Mário Rui           | 2017-24   | 227      | 3     |
| Copa América          | 2019    | Allan               | 2015-20   | 209      | 9     |
| Copa Africana         | 2019    | Adam Ounas          | 2017-22   | 62       | 9     |
| Eurocopa              | 2020    | Lorenzo Insigne     | 2009-22   | 434      | 122   |
| Eurocopa              | 2020    | Alex Meret          | 2018-act. | 212      | -226  |
| Eurocopa              | 2020    | Giovanni Di Lorenzo | 2019-act. | 270      | 18    |
| Copa Africana         | 2021    | Kalidou Koulibaly   | 2014-22   | 317      | 14    |

## Entrenadores

### Todos los entrenadores en la historia del club
| - Anton Kreutzer (1926 - 1927) - Ferenc Molnár (1927 - 1928) - Giovanni Terrile (1927 - 1928) - Rolf Steiger (1927 - 1928) - Otto Fischer (1928 - 1929) - Giovanni Terrile (1928 - 1929) - William Garbutt (1929 - 1935) - Károly Csapkay (1935 - 1936) - Angelo Mattea (1936 - 1938) - Eugen Payer (1938 - 1939) - Paolo Iodice (1938 - 1939) - Adolfo Baloncieri (1939 - 1940) - Antonio Vojak (1940 - 1943) - Paulo Innocenti (1943) - Raffaele Sansone (1945 - 1946) - Giovanni Vecchina (1947 - 1948) - Felice Borel (1948 - 1949) - Luigi De Manes (1948 - 1949) - Vittorio Mosele (1948 - 1949) - Eraldo Monzeglio (1948 - 1956 / 1962 - 1963) - Amedeo Amadei (1956 - 1961) - Annibale Frossi (1959) - Attila Sallustro (1961) - Fioravante Baldi (1961 - 1962) - Bruno Pesaola (1962 - 1968 / 1976 - 1977 / 1982 - 1983) - Roberto Lerici (1963 - 1964) - Giovanni Molino (1963 - 1964) - Giuseppe Chiappella (1968 - 1973) - Egidio Di Costanzo (1968 - 1969) - Luís Vinício (1973 - 1976 / 1978 - 1980) - Alberto Delfrati (1976) - Rosario Rivellino (1976) - Gianni Di Marzio (1977 - 1979) - Angelo Benedicto Sormani (1979 - 1980) - Rino Marchesi (1980 - 1982 / 1983 - 1984) | - Massimo Giacomini (1982 - 1983) - Gennaro Rambone (1982 - 1983) - Pietro Santin (1983 - 1984) - Ottavio Bianchi (1985 - 1989 / 1992 - 1993) - Alberto Bigon (1989 - 1991) - Claudio Ranieri (1991 - 1993) - Marcello Lippi (1993 - 1994) - Vincenzo Guerini (1994) - Vujadin Boškov (1995 - 1996) - Luigi Simoni (1996 - 1997 / 2003 - 2004) - Vincenzo Montefusco (1997 / 1998 / 1999) - Bortolo Mutti (1997 - 1998) - Carlo Mazzone (1997 - 1998) - Giovanni Galeone (1997 - 1998) - Renzo Ulivieri (1998 - 1999) - Walter Novellino (1999 - 2000) - Zdeněk Zeman (2000) - Emiliano Mondonico (2000 - 2001) - Luigi De Canio (2001 - 2002) - Franco Colomba (2002 - 2003) - Franco Scoglio (2002 - 2003) - Andrea Agostinelli (2003 - 2004) - Giampiero Ventura (2004 - 2005) - Edoardo Reja (2005 - 2009) - Roberto Donadoni (2009) - Walter Mazzarri (2009 - 2013) - Rafa Benítez (2013- 2015) - Maurizio Sarri (2015 - 2018) - Carlo Ancelotti (2018 - 2019) - Gennaro Gattuso (2019 - 2021) - Luciano Spalletti (2021 - 2023) - Rudi García (2023) - Walter Mazzarri (2023 - 2024) - Francesco Calzona (2024) - Antonio Conte (2024 - act.) |

#### Entrenadores célebres
| Bruno Pesaola                                                                              | Rosario Rivellino       | Ottavio Bianchi                                                         | Alberto Bigon                                    | Walter Mazzarri         | Rafa Benítez                                         | Gennaro Gattuso         | Luciano Spalletti   | Antonio Conte       |
| ------------------------------------------------------------------------------------------ | ----------------------- | ----------------------------------------------------------------------- | ------------------------------------------------ | ----------------------- | ---------------------------------------------------- | ----------------------- | ------------------- | ------------------- |
| 1 Copa Italia (1961/62) 1 Copa de los Alpes (1966) 1 Copa de la Liga anglo-italiana (1976) | 1 Copa Italia (1975/76) | 1 Copa Italia (1986/87) 1 Serie A (1986/87) 1 Copa de la UEFA (1988/89) | 1 Serie A (1989/90) 1 Supercopa de Italia (1990) | 1 Copa Italia (2011/12) | 1 Copa Italia (2013/14) 1 Supercopa de Italia (2014) | 1 Copa Italia (2019/20) | 1 Serie A (2022/23) | 1 Serie A (2024/25) |

## Dirigentes

### Dirigentes 2024/25
- Presidente: Aurelio De Laurentiis
- Vicepresidente: Jacqueline De Laurentiis
- Vicepresidente: Edoardo De Laurentiis
- Consejero delegado: Andrea Chiavelli
- Jefe de operaciones, ventas & marketing: Alessandro Formisano
- Encargado jefe del desarrollo internacional: Tommaso Bianchini
- Director administrativo: Laura Belli
- Director deportivo: Giovanni Manna
- Director de comunicación: Nicola Lombardo
- Secretario General: Alberto Vallefuoco
- Team Manager: Paolo Rea
- Jefe de prensa: Guido Baldari[204]

### Todos los presidentes en la historia del club
| - 1926 - 1927: Giorgio Ascarelli - 1927 - 1928: Gustavo Zinzaro - 1928 - 1929: Giovanni Maresca - 1929 - 1930: Giorgio Ascarelli; Giovanni Maresca y Eugenio Coppola - 1932 - 1936: Vincenzo Savarese - 1936 - 1940: Achille Lauro; Gaetano Del Pezzo - 1940 - 1941: Tommaso Leonetti - 1941 - 1943: Luigi Piscitelli - 1943 - 1945: Annibale Fienga - 1945 - 1946: Vincenzo Savarese - 1946 - 1948: Pasquale Russo - 1948 - 1951: Egidio Musollino - 1951 - 1952: Alfonso Cuomo - 1952 - 1954: Achille Lauro - 1954 - 1963: Alfonso Cuomo - 1963 - 1964: Luigi Scuotto | - 1964 - 1967: Roberto Fiore - 1967 - 1968: Gioacchino Lauro - 1968 - 1969: Antonio Corcione - 1969 - 1971: Corrado Ferlaino - 1971 - 1972: Ettore Sacchi - 1972 - 1983: Corrado Ferlaino - 1983: Marino Brancaccio - 1983 - 1993: Corrado Ferlaino - 1993 - 1995: Ellenio Gallo - 1995 - 1996: Vincenzo Schiano di Colella (honorario) - 1997 - 1998: Gian Marco Innocenti (administrador único) - 1998 - 2000: Federico Scalingi (administrador único) - 2000 - 2002: Giorgio Corbelli - 2002 - 2004: Salvatore Naldi - 2004 - Presente: Aurelio De Laurentiis. |

## Palmarés
Torneos nacionales (12)
| Competiciones nacionales         | Títulos                                               | Subcampeonatos                                                          |
| -------------------------------- | ----------------------------------------------------- | ----------------------------------------------------------------------- |
| Primera División de Italia (4/8) | 1986-87, 1989-90, 2022-23, 2024-25.                   | 1967-68, 1974-75, 1987-88, 1988-89, 2012-13, 2015-16, 2017-18, 2018-19. |
| Copa de Italia (6/4)             | 1961-62, 1975-76, 1986-87, 2011-12, 2013-14, 2019-20. | 1971-72, 1977-78, 1988-89, 1996-97.                                     |
| Supercopa de Italia (2/3)        | 1990, 2014.                                           | 2012, 2020, 2023.                                                       |
|                                  |                                                       |                                                                         |
| Segunda División de Italia (1/3) | 1949-50.                                              | 1961-62, 1964-65, 2006-07.                                              |
| Tercera División de Italia (1/0) | 2005-06.                                              |                                                                         |

Torneos internacionales (1)
| Competiciones internacionales | Títulos  | Subcampeonatos |
| ----------------------------- | -------- | -------------- |
| Liga Europa (1/0)             | 1988-89. |                |

### Torneos amistosos
- Copa de los Alpes (1): 1966.
- Copa de la Liga anglo-italiana (1): 1976
- Trofeo Padre Pio (1): 2000[206]
- Trofeo Birra Moretti (1): 2005[207]
- Bobby Moore Cup (1): 2009[208]
- Trofeo Ciudad de Palma (1): 2011[209]
- Acqua Lete Cup (2): 2012,[210] 2013[211]
- MSC Crociere Cup (2): 2012,[212] 2013[213]

### Torneos juveniles
- Campeonato Primavera (1): 1978/79
- Copa Italia Primavera (1): 1996/97
- Torneo de Viareggio (1): 1975
- Campeonato Nacional "Berretti" - Torneo Serie A-B (1): 2010/11
- Campeonato Nacional "Berretti" - Torneo Serie C (1): 2004/05
- Campeonato Allievi Nazionali (4): 1983/84, 1987/88, 1989/90, 1996/97
- Premier Cup (1): 2017[214]
- Granamica Cup (1): 2017[215]
- Torneo Città di Arco (2): 1992, 1997
- Copa Gaetano Scirea (2): 2001, 2006
- Copa Giovanissimi Professionisti (1): 2004/05
- Viareggio Junior Cup (1): 2011
- Torneo Internacional Mario Maggioni (2): 1985, 1988[216]

### Distinciones
- Estrella de Oro al Mérito Deportivo: 1974[217]

## Napoli en competiciones nacionales

### Serie A
En las 83 participaciones en la máxima serie italiana (4 en la antigua Divisione Nazionale y 79 en la actual Serie A) el Napoli ha subido 23 veces al podio:
- Cuatro veces campeón (1986/87, 1989/90, 2022/23, 2024/25)
- Ocho veces subcampeón (1967/68, 1974/75, 1987/88, 1988/89, 2012/13, 2015/16, 2017/18, 2018/19)
- Once veces tercero (1932/33, 1933/34, 1965/66, 1970/71, 1973/74, 1980/81, 1985/86, 2010/11, 2013/14, 2016/17, 2021/22)

#### Estadísticas
El Napoli se encuentra en la séptima posición de la clasificación histórica de la Serie A, detrás del Lazio y por delante del Torino.
| Pos. | Tem. | Puntos | PJ   | G    | E   | P   | GF   | GC   | DG  | 1° | 2° | 3° | Pen |
| ---- | ---- | ------ | ---- | ---- | --- | --- | ---- | ---- | --- | -- | -- | -- | --- |
| 7    | 79   | 3334   | 2584 | 1057 | 787 | 740 | 3600 | 2925 | 632 | 4  | 8  | 11 | -1  |

Nota: actualizado al final de la temporada 2021-2022.

### Serie B
El Napoli ha participado en 12 campeonatos de Serie B obteniendo 5 promociones:
- 1 Por consagrarse campeón (1949/50)
- 4 Por colocación útil (1961/62, 1964/65, 1999/2000, 2006/2007)

### Serie C
El Napoli ha participado en 2 campeonatos de Serie C obteniendo 1 promoción:
- 1 Por consagrarse campeón (2005/06)

### Copa Italia
El Napoli ha llegado a 10 finales de la Copa Italia:
- 6 finales ganadas (1961/62, 1975/76, 1986/87, 2011/12, 2013/14, 2019/20)
- 4 finales perdidas (1971/72, 1977/78, 1988/89, 1996/97)

### Supercopa de Italia
El Napoli ha llegado a 5 finales de la Supercopa de Italia:
- 2 finales ganadas (1990, 2014)
- 3 finales perdidas (2012, 2020, 2023)

## Napoli en competiciones UEFA
El inicio de Napoli en un concurso internacional se llevó a cabo con la participación en la Copa de Europa Central 1934, trofeo europeo al máximo el tiempo. El debut en una competición de la UEFA, sin embargo, llegó en 1962 con la participación en la Recopa de Europa.

### Estadísticas
Actualizado al 10 de agosto de 2025.
  PAR = Participaciones en las competiciones; PJ = Partidos Jugados; G = P. Ganados; E = P. Empatados; P = P. Perdidos; GF = Goles a Favor; GC = Goles en Contra 
| Competición                     | Par. | PJ  | G  | E  | P  | GF  | GC  | Mejor resultado |
| ------------------------------- | ---- | --- | -- | -- | -- | --- | --- | --------------- |
| Copa de Europa/Champions League | 11   | 70  | 32 | 18 | 20 | 118 | 85  | 4.tos de Final  |
| Copa de la UEFA/Europa League   | 22   | 124 | 54 | 33 | 37 | 183 | 135 | Campeón         |
| Recopa de Europa                | 2    | 17  | 9  | 4  | 4  | 23  | 16  | Semifinal       |
| Copa Intertoto                  | 1    | 2   | 2  | 0  | 0  | 2   | 0   | Fase 3          |
| Total                           | 36   | 213 | 97 | 55 | 61 | 326 | 236 |                 |

## Aficionados y rivales

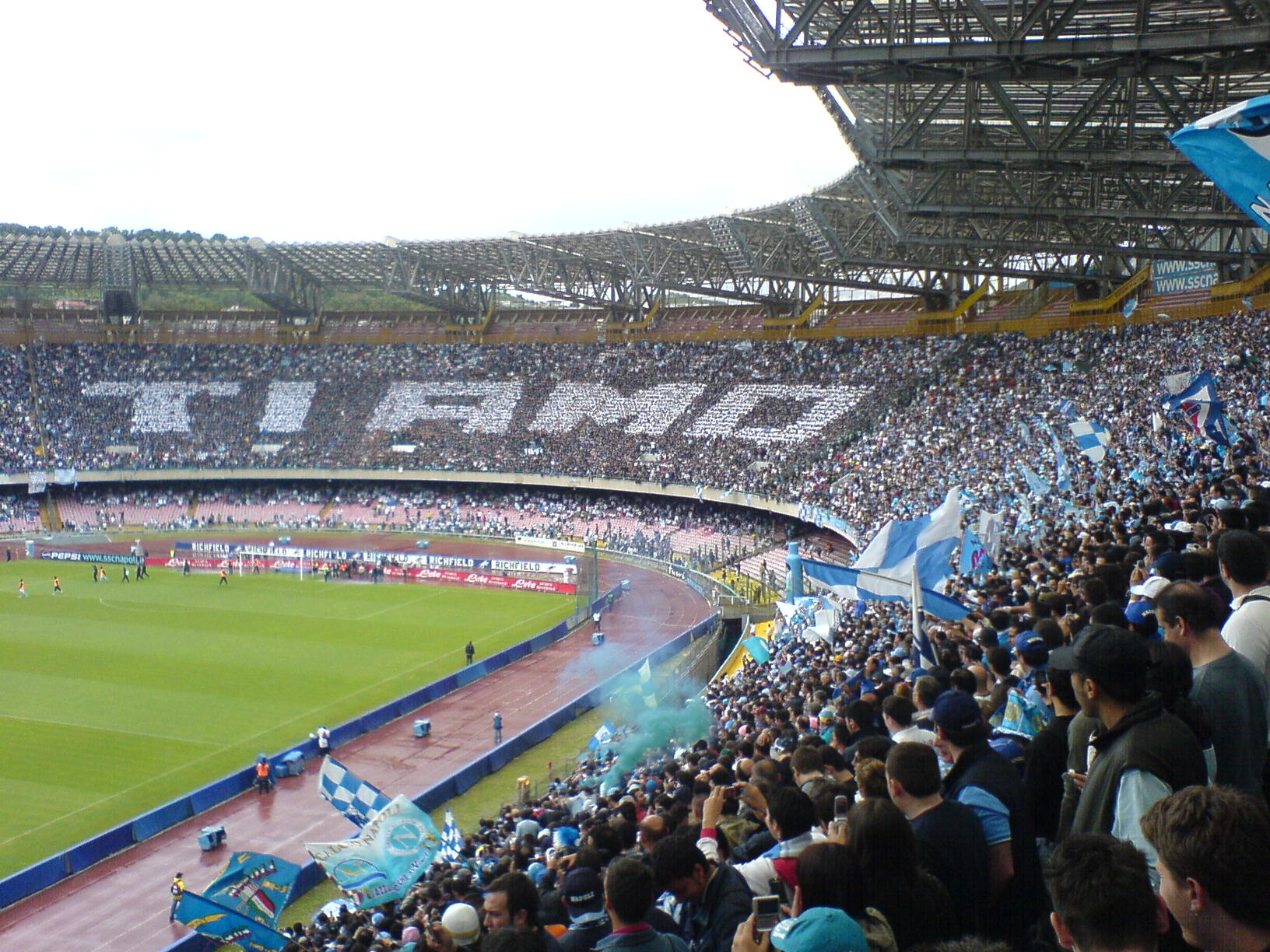
Tifosi del Napoli.

El Napoli, según una encuesta realizada por el instituto de sondeos "Demos" en febrero de 2024, es el cuarto equipo con más hinchas de toda Italia con el 10% de la población. Se encuentra tras la Juventus de Turín (32%), el Inter de Milán (15%) y el Milan (15%) y está sobre la Roma (7%). Además es apoyado por alrededor del 20% de los aficionados en el Sur del país, incluyendo las islas de Sicilia y Cerdeña. Durante la temporada 2024/25, el Napoli ha sido el cuarto equipo de Italia por la presencia de espectadores en el estadio.
Las orígenes de la hinchada organizada del Napoli se remontan a los años 1960. En 1972 nació el grupo Ultras della Curva B (luego CUCB, Commando Ultras Curva B), que tenía un periódico y hasta un programa televisivo, y dio lugar a numerosas iniciativas contra la violencia en los estadios. En los años 1990 el CUCB desapareció. Actualmente, los grupos en actividad son:
Curva A: Brigata Carolina, Mastiffs, Masseria, Vecchi Lions VML, Rione Sanità, Nuova Guardia, Nuova Stirpe, Sbandati, Barone, Spirito Libero, Piazza Mercato Napoli. Todos están reunidos bajo la pancarta "Curva A", tanto en casa como fuera de casa.
Curva B: Ultras Napoli 1972, Fedayn EAM 1979, Sud 1996, Secco Vive 1991, Area Nord.
Los napolitanos tienen relaciones de amistad con las hinchadas de Ancona y Catania. También hay buenas relaciones con los hinchas de Benevento, Cremonese, Crotone, Messina, Sora, Taranto y Vigor Lamezia. Entre 1982 y 2019 existió un histórico hermanamiento entre los aficionados del Napoli y del Genoa.
En el extranjero, hay amistades entre el Grup Fidel del Barcelona y Fedayn E.A.M. 1979, una peña del 1860 Múnich y Ultras Napoli, el K-SOCE del Paris Saint-Germain y la Curva B, unas firms del Millwall y unas peñas del Napoli. Otras amistades que surgieron recientemente son con las hinchadas de Borussia Dortmund, Celtic, Feyenoord y Estrella Roja de Belgrado. El Napoli goza de la simpatía de algunos grupos de seguidores del Universitatea Craiova rumano, debido a la común identidad sureña y a la eliminación del rival Steaua de Bucarest en la Europa League 2010/11 por mano de los napolitanos. Además una peña del Lokomotiv Plovdiv búlgaro, crecida en la admiración por el Napoli y su hinchada, se llama Napoletani Ultras Plovdiv. En 2019 se anunció una alianza con el Atlético Nacional de Colombia.
El Napoli tiene varios rivales, uno de los más importantes es la Roma dado a su relativa cercanía, aunque ésta rivalidad comenzó en la primera década de los años 2000, ya que en pasado las hinchadas fueron aliadas. Este encuentro (popularmente conocido como "derby del Sole" o "derby del Sud") comenzó a ser un clásico desde los 70. Durante la década de 1990 hasta los primeros años de 2000, el Napoli tuvo una fuerte rivalidad con la Lazio, aunque en los años siguientes la situación ha ido suavizándose. También es rival de los tres grandes equipos del Norte: la Juventus, el Inter y el Milan, y de equipos más modestos como el Hellas Verona o el Atalanta de Bérgamo.

### Derbi de Campania
Dentro de la región de Campania, Nápoli forma parte del grupo que anima los Derbis de Campania, teniendo su primer enfrentamiento con el desaparecido "Internazionale Napoli", equipo que fuera absorbido por Napoli tras la Segunda Guerra Mundial. Tras el reinicio de las actividades deportivas, Napoli encuentra su nueva rivalidad regional en la Salernitana. Sin embargo, los continuos cambios de categoría de la escuadra de Salerno, provocaron que el clásico pase a ser con el US Avellino, teniendo sus principales páginas doradas en la década del '80, con las participaciones de Diego Maradona en el conjunto napolitano y Ramón Díaz en el irpinio. Curiosamente, este último protagonizó uno de los tantos "cambios de vereda" en 1983, cuando arribó al Avellino proveniente justamente del Napoli, un año antes del desembarco de Maradona en Italia. Finalmente y también por los continuos cambios de categoría de Avellino, el derbi pasó a enfrentar entre sí a Avellino y Salernitana, alejando un poco a Napoli de aquellas rivalidades. Por su parte, el paso por la Serie A del Benevento (a su vez, rival histórico del Avellino), instaló en este último equipo una nueva rivalidad para los napolitanos y una nueva versión del Derby de Campania en Primera División. Finalmente, tras el descenso de Benevento a la Serie B y el ascenso de Salernitana a la Serie A a partir de la temporada 2021-22, el Derby de Campania fue nuevamente disputado en primera división por sus protagonistas iniciales: Napoli y Salernitana.

## Cronología
| - 1926-27: 10° en la zona A del campeonato italiano. - 1927-28: 9° en la zona A del campeonato italiano. - 1928-29: 8° en la zona A del campeonato italiano. - 1929-30: 5° en Serie A. - 1930-31: 6° en Serie A. - 1931-32: 9° en Serie A. - 1932-33: 3° en Serie A. - 1933-34: 3° en Serie A. - 1934-35: 7° en Serie A. - 1935-36: 8° en Serie A. - 1936-37: 13° en Serie A. - 1937-38: 10° en Serie A. - 1938-39: 5° en Serie A. - 1939-40: 13° en Serie A. - 1940-41: 7° en Serie A. - 1941-42: 15° en Serie A. - 1942-43: 3° en Serie B. - 1943-45: Campeonato suspendido por la segunda guerra mundial. - 1945-46:1° en el Campeonato mixto A y B del Centro-sur. 5° en la etapa final. - 1946-47: 8° en Serie A. - 1947-48: 18° en Serie A. - 1948-49: 5° en Serie B. - 1949-50: 1° en Serie B. - 1950-51: 6° en Serie A. - 1951-52: 6° en Serie A. - 1952-53: 4° en Serie A. - 1953-54: 5° en Serie A. - 1954-55: 3° en Serie A - 1955-56: 14° en Serie A. - 1956-57: 11° en Serie A. - 1957-58: 4° en Serie A. - 1958-59: 9° en Serie A. - 1959-60: 14° en Serie A. - 1960-61: 17° en Serie A. - 1961-62: 2° in Serie B. Campeón de la Copa Italia. - 1962-63: 16° en Serie A. - 1963-64: 8° en Serie B. - 1964-65: 2° en Serie B. - 1965-66: 3° en Serie A. Campeón de la Copa de los Alpes. - 1966-67: 4° en Serie A. - 1967-68: 2° en Serie A. - 1968-69: 7° en Serie A. - 1969-70: 6° en Serie A. - 1970-71: 3° en Serie A. - 1971-72: 8° en Serie A. - 1972-73: 9° en Serie A. - 1973-74: 3° en Serie A. - 1974-75: 2° en Serie A. - 1975-76: 5° en Serie A. Campeón de la Copa Italia. - 1976-77: 7° en Serie A. Campeón de la Copa de la Liga anglo-italiana. - 1977-78: 6° en Serie A. - 1978-79: 6° en Serie A. | - 1979-80: 11° en Serie A. - 1980-81: 3° en Serie A. - 1981-82: 4° en Serie A. - 1982-83: 9° en Serie A. - 1983-84: 11° en Serie A. - 1984-85: 8° en Serie A. - 1985-86: 3° en Serie A. - 1986-87: Campeón de Italia y de la Copa Italia. - 1987-88: 2° en Serie A. - 1988-89: 2° en Serie A. Campeón de la Copa UEFA. - 1989-90: Campeón de Italia. - 1990-91: 7° en Serie A. Campeón de la Supercopa Italiana. - 1991-92: 4° en Serie A. - 1992-93: 11° en Serie A. - 1993-94: 6° en Serie A. - 1994-95: 7° en Serie A. - 1995-96: 10° en Serie A. - 1996-97: 12° en Serie A. - 1997-98: 18° en Serie A. - 1998-99: 9° en Serie B. - 1999-00: 2° en Serie B. - 2000-01: 16° en Serie A. - 2001-02: 5° en Serie B. - 2002-03: 16° en Serie B. - 2003-04: 14° en Serie B. - 2004: Quiebra y descenso administrativo a la Serie C1. - 2004-05: 3° en Serie C1. - 2005-06: 1° en Serie C1. - 2006-07: 2° en Serie B. - 2007-08: 8° en Serie A. - 2008-09: 12° en Serie A. - 2009-10: 6° en Serie A. - 2010-11: 3° en Serie A. - 2011-12: 5° en Serie A. Campeón de la Copa Italia. - 2012-13: 2° en Serie A. - 2013-14: 3° en Serie A. Campeón de la Copa Italia. - 2014-15: 5° en Serie A. Campeón de la Supercopa Italiana. - 2015-16: 2° en Serie A. - 2016-17: 3° en Serie A. - 2017-18: 2° en Serie A. - 2018-19: 2° en Serie A. - 2019-20: 7° en Serie A. Campeón de la Copa Italia. - 2020-21: 5° en Serie A. - 2021-22: 3° en Serie A. - 2022-23: Campeón de Italia. - 2023-24: 10° en Serie A. - 2024-25: Campeón de Italia. |